# Serra Leoa
A Serra Leoa, oficialmente República da Serra Leoa (em inglês: Republic of Sierra Leone; /siˌɛrə liˈoʊn(i)/, ou /siˌɛərə ʔ/, /ˌsɪərə ʔ/), é um país da África Ocidental. É delimitada pela Guiné a norte e nordeste, pela Libéria a sudeste, e pelo Oceano Atlântico a sudoeste. Abrange uma área total de 71 740 km² e sua população em 2021 era estimada em 6,8 milhões de habitantes. O país tem um clima tropical, com um ambiente diversificado variando de savana para florestas tropicais. É uma república constitucional que compreende quatro províncias, tendo Freetown como capital e outras cidades notáveis como Bo, Kenema, Koidu e Makeni. O país abriga a universidade mais antiga da África Ocidental, Fourah Bay College, fundada em 1827, além de possuir o terceiro maior porto natural do mundo.
Em 1462, a área do atual território do país foi visitada pelo explorador português Pedro de Sintra, que a nomeou Serra Leoa. O país tornou-se um importante centro do comércio transatlântico de escravos até 11 de março de 1792, quando Freetown foi fundada pela Companhia da Serra Leoa, como forma de servir como um lar para ex-escravos do Império Britânico. Após a conferência de Berlim (1884-1885), o Reino Unido decidiu que era preciso estabelecer maior domínio sobre as áreas do interior e, assim, instituiu o Protetorado da Serra Leoa. Com essa mudança, o Império Britânico passa a expandir seu aparato administrativo na região, recrutando cidadãos britânicos para ocupar postos na administração colonial e excluindo os krios de suas posições no governo, além de expulsá-los das áreas residenciais mais cobiçadas de Freetown. Entre 1991 e 2002 ocorreu a Guerra Civil da Serra Leoa, que devastou o país e resultou na morte de aproximadamente 50 000 pessoas. Grande parte da infraestrutura do país foi destruída, e mais de dois milhões de pessoas deslocadas em países vizinhos como refugiados; principalmente para a Guiné, que recebeu mais de 600 000 refugiados serra-leoneses.
A população serra-leonesa compreende cerca de 16 grupos étnicos, cada um com sua própria língua e dialetos. Os dois maiores e mais influentes são os timenés e os mandês. Embora o idioma inglês seja o oficial, o krio é a principal língua de comunicação entre os diferentes grupos étnicos, falado por cerca de 90% dos habitantes. A religião muçulmana é a predominante, sendo praticada por 60% da população, enquanto as religiões locais são professadas por 30% e o cristianismo por 10% dos habitantes. O país é classificado como um dos mais tolerantes no mundo, no quesito religioso.

## Etimologia
Originalmente, o nome do país é atribuído à passagem do explorador português Pedro de Sintra pelo território da África Ocidental, ocorrida em 1462. Com este nome, Sintra referia-se à toda região montanhosa situada ao sul de Freetown, hoje conhecida como Montanhas do Leão. Pouco após a passagem do explorador pela região, este nome passou a ser usado como topônimo para identificar todo o litoral da atual área ocidental de África. Conforme o cosmógrafo e militar português Duarte Pacheco Pereira, Pedro de Sintra denominou a região com esta identificação considerando a paisagem serrana, que lhe parecia "agreste e selvagem", e ele metaforicamente a associava a um leão.
Ainda que a origem do nome seja atribuída a Pedro de Sintra, esta informação já foi contestada. Segundo o historiador serra-leonês Cecil Magbaily Fyle, o nome do país é oriundo da denominação dada por outro explorador português desconhecido, ainda antes de 1462, com Sintra tendo sido responsável apenas pela documentação do território em um mapa de navegação. Outra passagem, atribuída a Luís de Cadamosto, afirma que um grupo de portugueses, durante as trovoadas, ouviram trovões "rugindo como um leão, vindo da montanha, com o vento soprando da montanha para o mar", daí a razão pela qual nomearam a região com este nome.
Durante o século XVI, marinheiros ingleses passaram a identificar a região como Sierra Leone. Seu nome moderno é derivado da grafia italiana, que foi introduzida pelo explorador Alvise Cadamosto, alinhado à então República de Veneza e, posteriormente, copiado por outros cartógrafos europeus.

## História

### Período pré-colonial

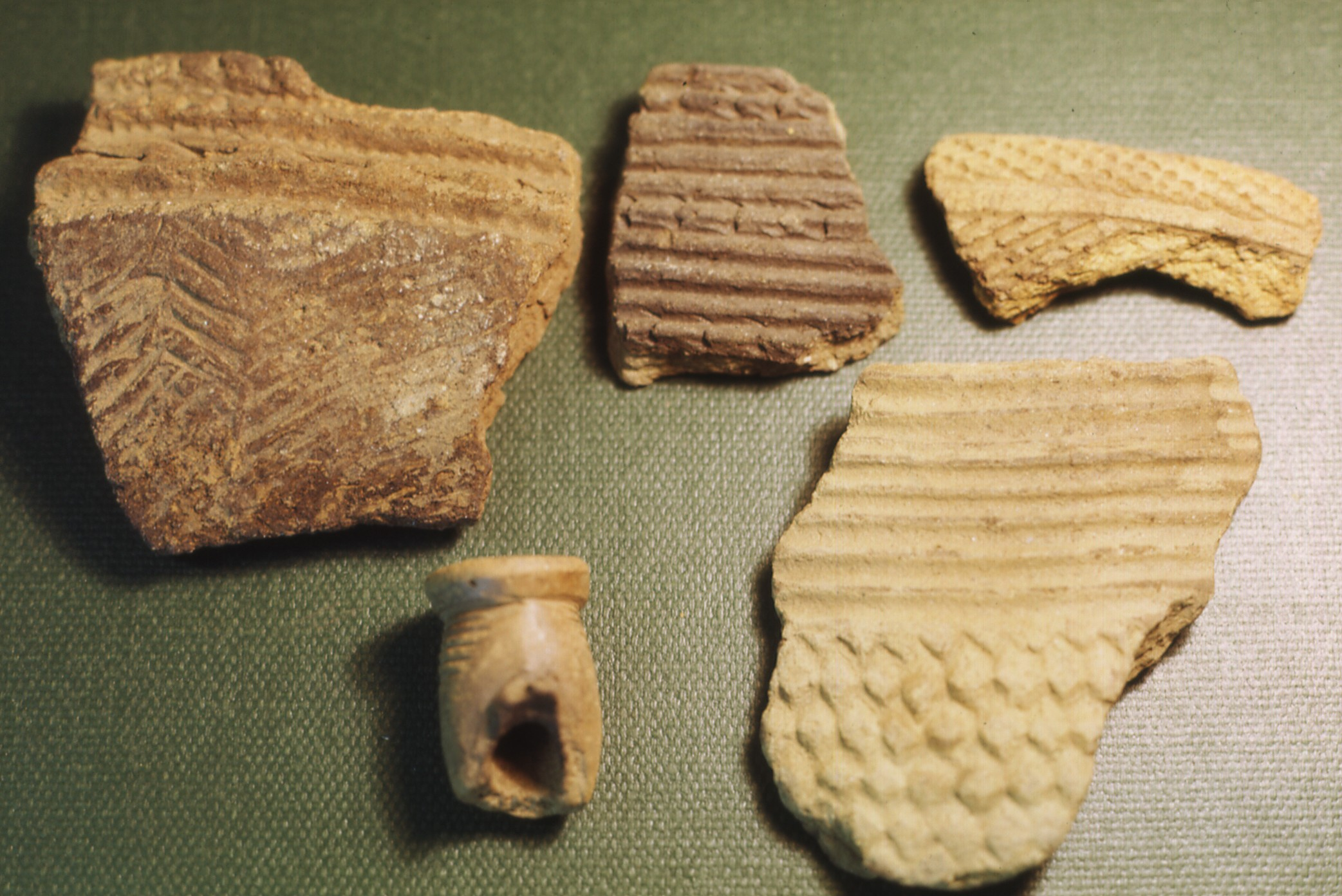
Cerâmica pré-histórica encontrada na Serra Leoa

Achados arqueológicos mostram que Serra Leoa foi habitada continuamente por pelo menos 2 500 anos, absorvendo sucessivas ondas migratórias provenientes de outras partes de África. O uso do ferro veio a ser introduzido na região por volta do século IX e a agricultura passou a ser praticada por tribos do litoral por volta do ano 1000. Com o tempo, o clima transmudou consideravelmente, alterando limites entre diferentes zonas ecológicas e afetando a migração e a conquista da região.
Com base na historiografia tradicional, conclui-se que os habitantes viveram com vários conquistadores sucessivos. No entanto, de acordo com estudos linguísticos, os povos sherbros, timenés e limbas têm suas vivências, nas áreas costeiras, registradas há muito tempo. Além disso, povos falantes de línguas mandês, como os mendés, vais e lokos, também tiveram suas longínquas vivências na região exaradas.
A densa floresta tropical e o ambiente pantanoso do lugar eram considerados impenetráveis. A mosca tsé-tsé, que transmitia uma doença fatal para os cavalos e o gado zebu usado pelo povo mandês, se abrigava na região. Este fato acabou por proteger os nativos, evitando a conquista do território pelos mandês e outros impérios africanos e, ainda, limitando a influência do Império do Mali sob a localidade. O Islã acabou por ser introduzido por comerciantes, mercadores e migrantes sossos, vindos do norte e do leste e ligados ao Império Sosso, tendo sido amplamente adotado no século XVIII.

### Contato europeu
A Serra Leoa foi uma das primeiras nações de África Ocidental a ter contato com os povos europeus no século XV. Pedro de Sintra, explorador português, mapeou as colinas onde agora está situado o porto de Freetown, em 1462, acabando por influenciar em sua etimologia. A tradução, na língua espanhola, desta formação geográfica atribuída a Sintra tornou-se conhecida como "Serra Leoa". Mais tarde, esta tradução foi adaptada e, com erros ortográficos, tornou-se o nome atual do país.

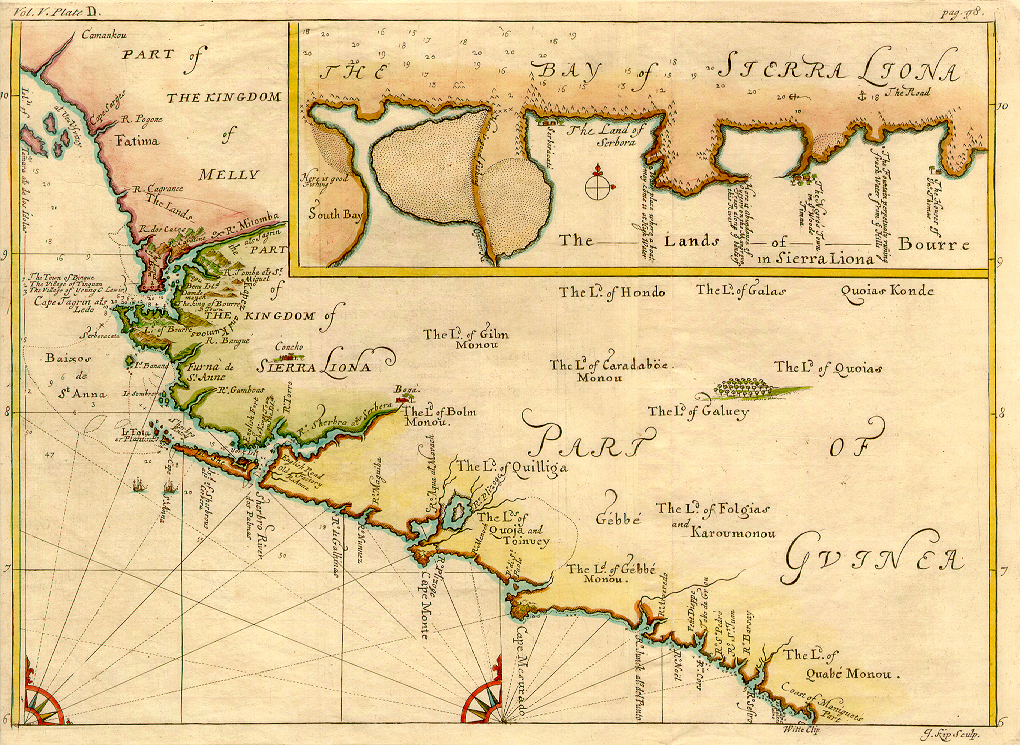
Mapa da Serra Leoa em 1732

Logo após a expedição de Sintra, os comerciantes portugueses chegaram ao porto. Em 1495, eles construíram um posto comercial fortificado na costa. Exploradores ligados à República dos Países Baixos e ao Reino da França também estabeleceram comércio na região. Inicialmente, o ouro e o marfim eram o principal atrativo dos portugueses, neerlandeses e franceses, sendo comercializados em particular. Entretanto, a partir da década de 1550, os escravos se tornaram o principal interesse dos europeus, com cada uma destas nações utilizando Serra Leoa como um ponto estratégico para o comércio de escravos. Muitos destes escravos eram trazidos por comerciantes africanos de áreas interioranas que passavam por guerras e conflitos por território. Em 1562, o Reino da Inglaterra iniciou o Comércio Triangular, momento no qual se obteve o registro de que o almirante Sir John Hawkins, da Marinha Real Britânica, transportou trezentos escravos africanos - adquiridos "pela espada e em parte por outros meios" - para a colônia espanhola de Santo Domingo, em Hispaniola, para a área do Mar do Caribe, para as ilhas das Índias Ocidentais e para outras regiões das novas colônias da América, onde ele os vendeu.
Estima-se que, entre 1668 e 1807, mais de 50 000 escravos foram exportados da Ilha Bunce, uma pequena extensão de terra situada no Rio Serra Leoa, com posição estratégica na navegação de navios oceânicos advindos da Europa.
No século XVII, os portugueses foram expulsos pelos comerciantes ingleses. Por iniciativa da Companhia Comercial britânica, foi fundada a cidade de Freetown, que passou a servir de refúgio para os escravos fugitivos das Américas, amparados pelo não reconhecimento da escravidão na Inglaterra.

### Período colonial

#### Black Poore a Província da Liberdade
No final do século XVIII, época marcada pela conquista da independência pelos Estados Unidos, muitos afro-americanos em situação de escravatura reivindicaram a proteção da Coroa Britânica. Havia milhares de lealistas negros - pessoas de ascendência africana que se juntaram às forças militares britânicas durante a Guerra Revolucionária Americana. Muitos desses lealistas foram escravos que escaparam para se juntar aos britânicos, atraídos por promessas de liberdade (emancipação). A documentação oficial, conhecida como Livro dos Negros, cataloga milhares de escravos libertos que os britânicos evacuaram dos Estados Unidos e reassentaram em colônias existentes em outras partes da América do Norte Britânica (do norte ao Canadá ao sul das Índias Ocidentais), com outros passando a viver na própria Inglaterra.
Este cenário culminou na criação do Comitê de Ajuda aos Pobres Negros, uma organização de caridade londrina fundada em 1786, cujo objetivo maior era o de fornecer sustento para pessoas de origem africana e asiática que passavam por dificuldades ou que estivessem envoltas em situação de vulnerabilidade social. O trabalho do Comitê incluía, também, campanhas de promoção da abolição da escravidão em todo o Império Britânico. Nesta época, surgiu o nome coletivo Black Poor, o qual se referia a residentes indigentes de Londres que eram de ascendência negra. O núcleo da comunidade era formado por pessoas que haviam sido trazidas para Londres como resultado do comércio de escravos no Atlântico. O número de Black Poor foi aumentado por escravos que fugiram de seus donos e encontraram refúgio nas comunidades de Londres.
Os defensores do sistema escravocrata acusaram os Black Poor de serem responsáveis por uma grande proporção dos crimes cometidos no século XVIII em Londres. Embora a comunidade mais ampla incluísse algumas mulheres, os "Black Poor" parecem ter consistido exclusivamente de homens, alguns dos quais desenvolveram relacionamentos com mulheres locais e muitas vezes se casaram com elas. O casamento interracial mostrou-se extremamente criticado entre a sociedade inglesa. Boa parte dos ingleses acreditavam que transferi-los para a Serra Leoa os tiraria da pobreza, sendo que a proposta de reassentamento dos Black Poor na Serra Leoa partiu inicialmente do entomologista Henry Smeathman, atraindo o interesse de ativistas humanitários como Granville Sharp, que viu na proposta um meio de mostrar ao movimento pró-escravidão que os negros poderiam contribuir para o funcionamento da nova colônia da Serra Leoa.
Funcionários da Coroa Britânica logo passaram a defender a proposta de reassentamento dos Black Poor. William Pitt, primeiro-ministro e líder do Partido Conservador, tinha um interesse ativo na proposta porque a via como um meio de repatriar os Black Poor para a África, sob a afirmação de ser "necessário que eles fossem enviados a algum lugar, e não mais sofressem para infestar as ruas de Londres". A Serra Leoa passou a ser encarada, ainda, como uma alternativa para resolver o problema demográfico da entrada de centenas de escravos libertos, dando-lhes uma pátria.
Assim sendo, em janeiro de 1787, o Atlantic e o Belisarius zarparam para a Serra Leoa, mas o mau tempo os obrigou a desviar para Plymouth, durante a qual cerca de 50 passageiros morreram. Outros 24 ficaram feridos e 23 fugiram. Eventualmente, com um pouco mais de recrutamento, 411 passageiros navegaram para a Serra Leoa em abril de 1787. No trajeto entre Plymouth e Serra Leoa, 96 passageiros vieram a falecer.

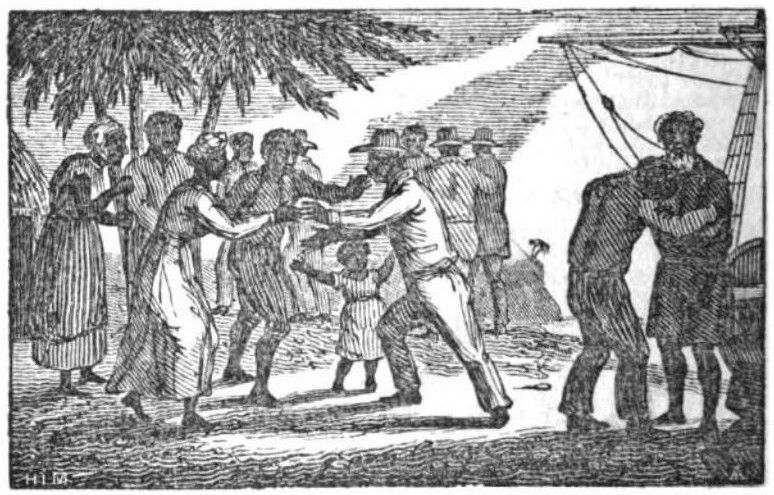
Ilustração de escravos libertos chegando à Serra Leoa (1835)

Naquele ano, a Coroa Britânica fundou um assentamento na Serra Leoa chamado de Província da Liberdade. Cerca de 400 negros e 60 brancos chegaram a Serra Leoa em 15 de maio de 1787, sendo que nos 60 anos seguintes foram seguidos por cerca de 70 000 ex-escravos de toda a África Ocidental e por outros milhares de nativos emigrados. Depois que eles estabeleceram-se na Província da Liberdade, a maior parte do primeiro grupo de colonos morreu devido a doenças e guerras com outros povos africanos (especialmente, os timenés), que resistiram à sua ocupação. Quando os navios os deixaram em setembro, seu número havia sido reduzido para 276 pessoas, sendo 212 homens negros, 30 mulheres negras, 5 homens brancos e 29 mulheres brancas. Os colonos que permaneceram invadiram as terras de um chefe africano local, de que modo que ele retaliou atacando o assentamento. Os colonos negros foram capturados e direcionados a comerciantes inescrupulosos, tendo sido vendidos como escravos. Os colonos restantes foram forçados a se armar para sua própria proteção, consistindo em um número de apenas 64 pessoas, composto por 39 homens negros, 19 mulheres negras e seis mulheres brancas. Os 64 colonos restantes estabeleceram uma segunda cidade, chamada de Granville.
Após a Revolução Americana, mais de 3 000 lealistas negros também se estabeleceram na Nova Escócia, onde finalmente receberam terras. Eles fundaram Birchtown, mas enfrentaram invernos rigorosos e discriminação racial nas proximidades de Shelburne. Thomas Peters pressionou as autoridades britânicas por mais ajuda, junto com o abolicionista britânico John Clarkson. Como resultado, a Sierra Leone Company foi estabelecida para realocar os lealistas negros que queriam se estabelecer em África Ocidental. Em 1792, quase 1.200 pessoas da Nova Escócia cruzaram o Atlântico para construir a segunda (e única permanente) colônia da Serra Leoa, o assentamento de Freetown, em 11 de março daquele ano. Na Serra Leoa, eles eram vistos como colonizadores, sendo chamados de Colonizadores da Nova Escócia. John Clarkson inicialmente proibiu os sobreviventes de Granville Town de se juntarem ao novo assentamento, culpando-os pelo desaparecimento de Granville Town. Os colonizadores da Nova Escócia construíram Freetown nos estilos que conheciam de suas vidas na América. Eles também continuaram com a moda e os costumes americanos. Além disso, muitos continuaram a praticar o Metodismo em Freetown.
Na década de 1790, os colonos, incluindo mulheres adultas, votaram pela primeira vez nas eleições. Em 1792, em um movimento que anulou os movimentos sufragistas das mulheres na Grã-Bretanha, os chefes de todas as famílias da colônia serra leonesa - dos quais um terço eram mulheres - receberam o direito ao voto. Os colonos negros na Serra Leoa acabaram por desfrutar de muito mais autonomia do que seus equivalentes brancos nos países europeus. Enquanto os imigrantes negros elegiam diferentes níveis de representação política, desde "tithingmen", que representavam cada uma dúzia de colonos, até "hundreders", que representavam uma proporção maior da população, este tipo de representação não havia sido alcançada ainda na Nova Escócia.

#### Colônia de Freetown e Protetorado da Serra Leoa
O processo inicial de construção da sociedade em Freetown acabou por se revelar, no entanto, em uma luta árdua. A Coroa não fornecia suprimentos e provisões básicas suficientes e os colonizadores, assim como em outras partes de África, eram continuamente ameaçados pelo comércio ilegal de escravos e pelo risco iminente de reescravidão.
A Sierra Leone Company, controlada por investidores de Londres, recusou-se a permitir que os colonos tomassem posse total da terra. Em 1799, alguns dos colonos se revoltaram. A Coroa subjugou a revolta trazendo forças de mais de 500 maroons jamaicanos, transportados da cidade de Cudjoe via Nova Escócia em 1800. Liderados pelo coronel Montague James, os maroons jamaicanos na Serra Leoa ajudaram as forças coloniais a reprimir a revolta e, no processo, garantiram as melhores casas e fazendas.
Em 1º de janeiro de 1808, Thomas Ludlam, governador da Sierra Leone Company e um importante abolicionista, renunciou à sua função. Isso encerrou seus 16 anos de gestão na Colônia. Com este acontecimento, a Coroa Britânica reorganizou a Sierra Leone Company sob o nome de Instituição Africana, cujo direcionamento deu-se, especialmente, à melhoria da economia local. Seus membros representavam tanto os britânicos que esperavam inspirar os empresários locais quanto os interessados na Macauley & Babington Company, que detinha o monopólio (britânico) do comércio da Serra Leoa.
Após a abolição do comércio de escravos, em 1807, tripulações britânicas foram designadas a levar milhares de africanos anteriormente escravizados para Freetown, depois de libertá-los de navios negreiros ilegais. Esses africanos libertos eram de muitas áreas da África, mas principalmente da costa oeste. Ainda que a pretensão tenha sido a de levá-los para estabelecerem-se em Freetown, muitos africanos libertos acabaram por serem vendidos como aprendizes para os colonos brancos e os maroons jamaicanos. Outros, que não foram vendidos como aprendizes, foram obrigados a ingressar na Marinha Britânica. Separados de suas várias pátrias e tradições, os reescravizados foram forçados a assimilar os estilos ocidentais dos colonos, o que incluía a mudança de nome - para que soasse mais ocidental. Embora alguns tenham acatado essas mudanças por considerá-las parte da comunidade, outros não as aceitavam e desejavam manter suas próprias identidades.

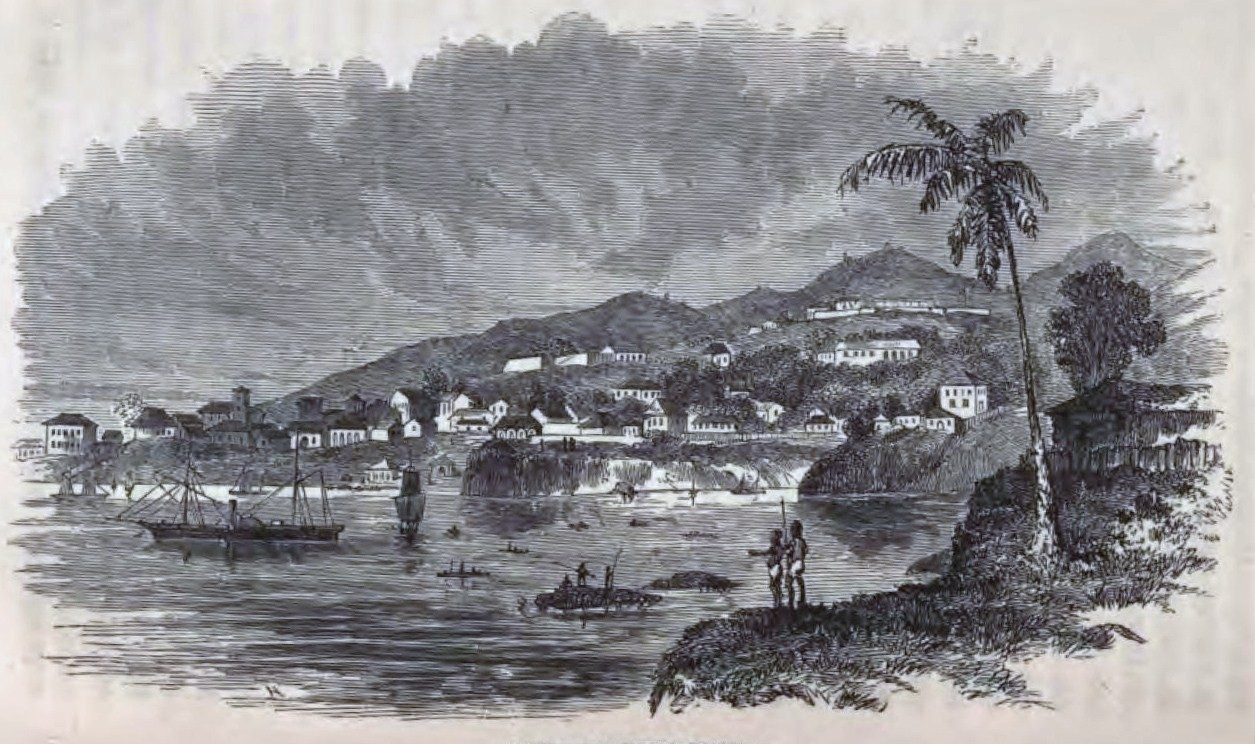
A colônia de Freetown (1856)

O assentamento da Serra Leoa em 1800 detinha uma característica única, pois a população era composta de africanos deslocados que foram trazidos para a colônia após a abolição britânica do comércio de escravos em 1807. Após a chegada à Serra Leoa, cada liberto recebia um registro em número, que continha as informações sobre suas qualidades físicas, cuja descrição também era inserida no Registro de Africanos Libertados. No entanto, muitas vezes a documentação era extremamente subjetiva, o que resultava em afirmações imprecisas, tornando-as difíceis de rastreamento. Além disso, as diferenças entre o Registro de Africanos Libertados de 1808 e a Lista de Negros Capturados de 1812 (que emulava o documento de 1808) revelaram algumas disparidades nas entradas dos libertos, especificamente nos nomes. Isto ocorreu, também, devido a muitos libertos terem sido obrigados a mudar seus nomes de batismo para versões anglicizadas, o que contribuiu para a dificuldade em rastreá-los depois que chegaram a Serra Leoa.
No início do século XIX, Freetown serviu como residência do governador colonial britânico da região, que também administrava a Costa do Ouro (atual Gana) e os assentamentos de Gâmbia. A Serra Leoa desenvolvia-se como o centro educacional de África Ocidental Britânica. Os britânicos estabeleceram o Fourah Bay College em 1827, que rapidamente se tornou atrativa para os africanos de língua inglesa na costa oeste. Por mais de um século, Fourah Bay College foi a única universidade de estilo europeu no oeste da África Subsaariana, recebendo a alcunha de "Atenas da África Ocidental" devido sua boa reputação acadêmica. Foi desta instituição que saiu Christian Cole, o primeiro advogado africano a trabalhar nos tribunais da Inglaterra.
Os britânicos interagiam principalmente com os krios em Freetown, que faziam a maior parte do comércio com os povos tribais do interior. Além disso, os krios com instrução educacional eram colocados, pela Coroa britânica, nos altos postos da administração colonial, ocupando vários cargos no governo local, dando-lhes status e posições bem remuneradas. Após a Conferência de Berlim de 1884-1885, o Reino Unido decidiu que precisava estabelecer mais domínio sobre as áreas do interior, para satisfazer o que foi descrito pelas potências europeias como "ocupação efetiva" de territórios. Em 1896, os britânicos anexaram essas áreas, declarando-as o Protetorado da Serra Leoa. As fronteiras foram demarcadas com a Guiné Francesa e a Libéria. Com essa mudança, a metrópole começou a expandir sua administração na região, recrutando cidadãos britânicos para cargos e exonerando os krios de funções no governo e até mesmo de áreas residenciais benquistas em Freetown.
Logo após a anexação do interior do território ao Protetorado da Serra Leoa, um novo imposto criado pelo governo colonial foi instituído. O imposto se revelou um entrave para os residentes do Protetorado, motivando 24 chefes tribais a assinarem uma petição endereçada à Coroa, explicando os efeitos adversos deste novo tributo em suas sociedades. Uma resistência armada formou-se no norte em 1898, com Bai Bureh, líder timené, tendo sido identificado pelo governo colonial como o principal instigador das ações hostis contra a metrópole. Naquele mesmo ano, os mendés aderiram à resistência na parte sul, iniciando a Guerra do Imposto sobre Cabanas. Os britânicos continham unidades de apoio e uma forte brigada naval, com base no Regimento das Índias Ocidentais, além de tropas africanas lideradas por oficiais britânicos sob a base do Batalhão de Serra Leoa - vinculado à Força Real da Fronteira da África Ocidental - e domínio sob a Polícia da Serra Leoa e forças locais.

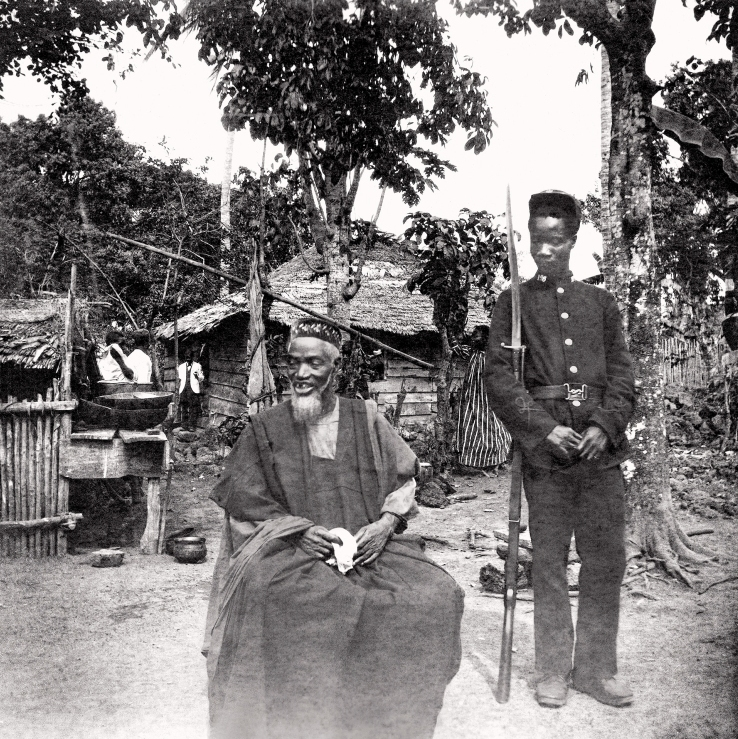
O líder timené Bai Bureh, em 1898, após sua rendição, sentado em seu traje tradicional com um lenço nas mãos, enquanto um soldado da Força Real da Fronteira da África Ocidental da Serra Leoa monta guarda ao lado dele

Por vários meses, os lutadores de Bai Bureh tiveram vantagem sobre as forças britânicas, mas os guerreiros da resistência sofreram centenas de fatalidades. Bai Bureh finalmente se rendeu em 11 de novembro de 1898. Embora o governo britânico recomendasse leniência, o coronel Frederic Cardew, governador militar do Protetorado, ordenou que 96 guerreiros da resistência fossem enforcados. A derrota das forças de resistência na Guerra do Imposto sobre Cabanas pôs fim à oposição armada organizada e favoreceu o fortalecimento do colonialismo na Serra Leoa. Bai Bureh foi exilado na Costa do Ouro, onde hoje é Gana, junto a outras figuras notáveis do conflito, como Bai Sherbro (c.1830–1912) e Nyagua (c.1842-1906). Entretanto, a resistência e a oposição assumiram outras formas, especialmente em distúrbios intermitentes em larga escala.
Em 1924, o governo do Reino Unido dividiu Serra Leoa em uma colônia e um protetorado, com diferentes sistemas políticos constitucionalmente definidos para cada um. A colônia era Freetown e sua área costeira; o Protetorado foi definido como as áreas do interior dominadas pelos chefes locais. O antagonismo entre as duas entidades aumentou para um debate acalorado em 1947, quando propostas foram apresentadas para a adoção de um único sistema político para a Colônia e o Protetorado. A maioria das propostas era advinda de líderes do Protetorado, cuja população superava em muito a da colônia. Os krios, liderados por Isaac Wallace-Johnson, se opuseram às propostas, pois elas teriam resultado na redução de seu poder político na Colônia.
A escravidão doméstica, que permaneceu sendo praticada pelas elites africanas locais, foi legalmente abolida em 1928. Em 1935, os britânicos concederam o monopólio da exploraçaõ de minerais ao Sierra Leone Selection Trust, administrado pela De Beers e ligada a Cecil Rhodes. O monopólio, programado para durar 98 anos, fomentou a expansão da mineração de diamantes no leste, atraindo trabalhadores de outras partes do país.

### Independência
Em 1951, líderes do protetorado de diferentes grupos, incluindo Sir Milton Margai, Lamina Sankoh, Siaka Stevens, John Karefa-Smart, Sir Albert Margai, Amadu Wurie e Sir Banja Tejan-Sie se juntaram aos poderosos chefes supremos no protetorado para formar o Partido Popular da Serra Leoa (SLPP), principal organização político-partidária do protetorado. Liderado por Sir Milton Margai, o SLPP negociou com os britânicos e a colônia dominada pelos Krios, visando alcançar a independência.
A elite do protetorado foi instada a unir forças com os chefes supremos, em face da intransigência dos krios. Posteriormente, Sir Milton Margai venceu os líderes da oposição e os krios tidos como moderados, para alcançar a independência do Reino Unido. Em novembro de 1951, Margai supervisionou a elaboração de uma nova constituição, responsável por unir as legislaturas separadas da Colônia e do Protetorado e forneceu uma estrutura para a descolonização. Dois anos após, em 1953, Serra Leoa recebeu poderes ministeriais locais, com Margai sendo eleito ministro-chefe da Serra Leoa. A nova constituição garantiu ao país um sistema parlamentar dentro da Comunidade das Nações. Em maio de 1957, Serra Leoa realizou sua primeira eleição parlamentar. O SLPP, que era então o partido político mais popular na colônia da Serra Leoa, além de ser apoiado pelos poderosos chefes supremos nas províncias, ganhou a maioria dos assentos no Parlamento e Margai foi reeleito Ministro-Chefe com uma vitória esmagadora.
A Grã-Bretanha começou a abandonar sua colônia na África Ocidental após a Segunda Guerra Mundial. Em 20 de abril de 1960, Milton Margai liderou uma delegação da Serra Leoa com 24 membros, em conferências constitucionais realizadas com o Governo da Rainha Elizabeth II do Reino Unido e o Secretário Colonial Britânico Iain Macleod. Os eventos faziam parte das negociações de independência realizadas em Londres. Na conclusão das negociações, em 4 de maio de 1960, o Reino Unido concordou em conceder a independência à Serra Leoa em 27 de abril de 1961.
Em 1961, a Colônia de Freetown e o Protetorado da Serra Leoa se fundiram, formando o estado independente da Serra Leoa, com Sir Milton Margai tornando-se o primeiro primeiro-ministro do país. Inicialmente, a nova nação foi chamada de Reino da Comunidade, mantendo um sistema parlamentar de governo e sendo um membro da Comunidade das Nações. O líder do partido de oposição Congresso de Todo o Povo (APC, na sigla em inglês), Siaka Stevens, junto com Isaac Wallace-Johnson, outro crítico declarado do novo governo, foram presos e colocados em prisão domiciliar em Freetown, junto com outros dezesseis acusados de perturbar a celebração de independência.
Em maio de 1962 a Serra Leoa realizou sua primeira eleição geral como nação independente. O Partido Popular da Serra Leoa (SLPP) ganhou uma pluralidade de assentos no parlamento e Milton Margai foi reeleito como primeiro-ministro. Nos anos posteriores, Serra Leoa concentrou-se, politicamente, como um Estado de direito, com separação de poderes, instituições políticas multipartidárias e estruturas representativas razoavelmente viáveis. Seus vários grupos étnicos viram-se representados no governo por funcionários nomeados. A economia se desenvolveu bem e o estado usou as receitas que recebeu do minério de ferro e diamantes, entre outras coisas, para desenvolver a educação.

### Golpes militares e unipartidarismo
As eleições nacionais de 1967, ainda que fortemente contestadas, deu ao Congresso de Todo o Povo (APC) uma pequena maioria no parlamento. Como resultado, o líder do partido, Siaka Stevens, foi empossado como primeiro-ministro em 21 de março de 1967.
Poucas horas após assumir o cargo, Stevens foi deposto em um golpe militar sem derramamento de sangue, liderado pelo general David Lansana, comandante das Forças Armadas da Serra Leoa. Ele era um aliado próximo de Albert Margai, que o havia nomeado para o cargo em 1964. David Lansana colocou Stevens em prisão domiciliar em Freetown e insistiu que a determinação deste como primeiro-ministro deveria aguardar a eleição dos representantes tribais para a Câmara. Após sua libertação, Stevens foi para o exílio na Guiné.
Em 23 de março de 1967, um grupo de oficiais militares do Exército da Serra Leoa, liderado pelo Brigadeiro-General Andrew Juxon-Smith, anulou esta ação com outro golpe de estado. Eles tomaram o controle do governo, prendendo Lansana e suspendendo os efeitos jurídicos da constituição. O grupo criou o Conselho Nacional de Reforma (CNR), com Andrew Juxon-Smith como seu presidente e Chefe de Estado do país.

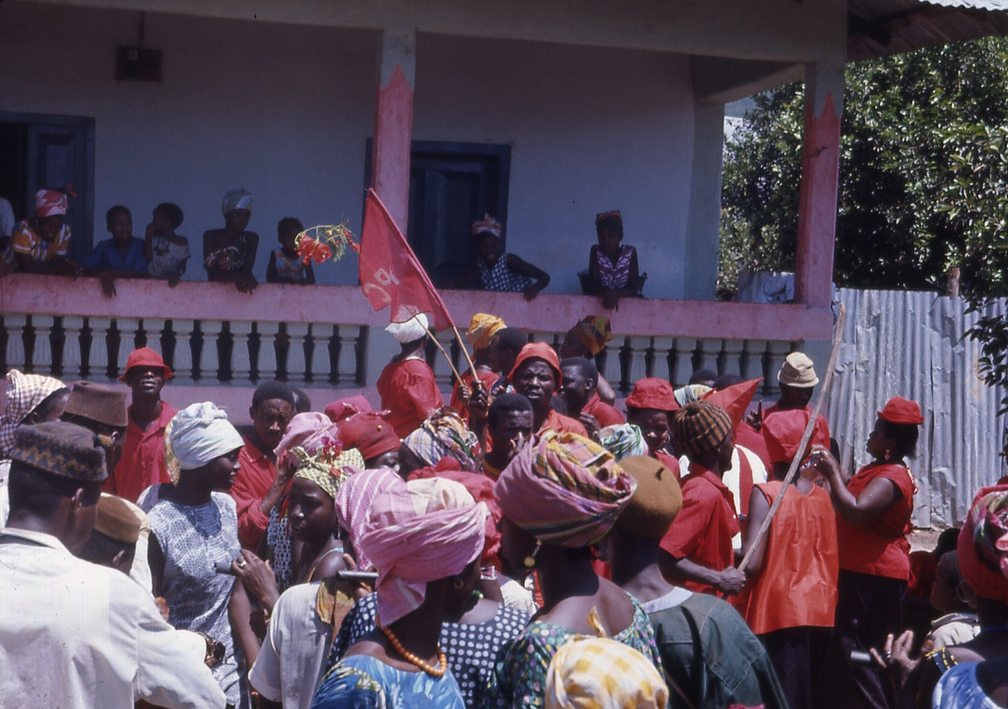
Um comício político do Congresso de Todo o Povo (APC) na cidade de Kabala em 1968.

Em 18 de abril de 1968, um grupo de soldados de baixa patente do Exército da Serra Leoa, que se autodenominava Movimento Revolucionário Anticorrupção (ACRM), liderado pelo general-de-brigada John Amadu Bangura, derrubou a junta do Conselho Nacional de Reforma (CNR). A junta do Movimento Revolucionário Anticorrupção (ACRM) ordenou a prisão de vários membros sêniores do CNR, restabelecendo a constituição e seus efeitos jurídicos e devolvendo o poder a Siaka Stevens, que finalmente assumiu o cargo de primeiro-ministro.
Siaka Stevens assumiu o poder novamente em 1968, sob uma forte campanha contra a plataforma de reunir as tribos sob os princípios socialistas. Sob a pressão de várias tentativas de golpe, reais ou percebidas, o governo de Stevens adotou um viés autoritário, de modo que ele retirou o partido SLPP da política competitiva. Para manter o apoio dos militares, Stevens nomeou John Amadu Bangura, bastante popular, como chefe das Forças Armadas da Serra Leoa. Bangura já havia liderado o movimento militar que derrubou o Conselho Nacional de Reforma (CNR) e levou Stevens de volta ao poder.
Em novembro de 1968, a agitação nas províncias levou Stevens a declarar estado de emergência em todo o país. A esta altura, o descontentamento com as políticas de Stevens atingia boa parte do núcleo militar, e o brigadeiro-general John Amadu Bangura era considerado a única pessoa que poderia controlar Stevens. O exército era devoto a Bangura e isso o tornava potencialmente perigoso para Stevens. Em janeiro de 1970, Bangura foi preso e acusado de conspirar um golpe contra o governo Stevens, além de traição contra o Estado. Após um julgamento que durou alguns meses, Bangura foi condenado e sentenciado à morte. Em 29 de março de 1970, os pedidos de clemência do militar foram negados e este se recusou a ser levado à forca. Bangura foi espancado até a morte e ácido concentrado foi derramado em seus restos mortais. Para evitar que as pessoas tornassem Bangura um mártir, Stevens ordenou que seu corpo fosse enterrado em um local não revelado, que posteriormente foi pavimentado como a estrada Kissy.
A execução de Bangura levou um grupo de soldados leais ao general a realizar um motim em Freetown e em outras partes do país, em oposição ao governo de Stevens. Dezenas de soldados foram condenados à prisão por uma corte marcial. Entre os condenados estava Foday Sankoh. Ainda sob o governo Stevens, Serra Leoa adotou uma nova constituição em abril de 1971, sob o qual o presidente substituiu o monarca como chefe de Estado. As eleições parciais de 1972 foram demasiadamente contestadas pelo SLPP, principal partido de oposição, de modo que as eleições gerais de 1973 foram boicotadas pelo grupo partidário. Isto culminou na conquista de 84 dos 85 assentos parlamentares pelo APC.
O boicote do SLPP às eleições de 1973 e a nova configuração do parlamento acabaram por refletir nos anos posteriores. Em 1978, o parlamento, dominado pelo APC, aprovou uma nova constituição que tornava o país um estado de partido único. A constituição de 1978 fez do Congresso de Todo o Povo (APC) o único partido político legal na Serra Leoa, levando a outra grande manifestação contra o governo em muitas partes do país, que também foi reprimida pelo exército e pela força política de Stevens.
Siaka Stevens aposentou-se da política em novembro de 1985, após dezoito anos no poder, de modo que o APC nomeou Joseph Saidu Momoh como seu sucessor. Como único candidato, Momoh foi eleito presidente sem oposição, tornando-se o segundo presidente da Serra Leoa. Os anos sob o governo Momoh foram marcados por casos de corrupção, com o presidente buscando desvencilhar sua imagem destes acontecimentos através da demissão de vários ministros sêniores. Momoh também implementou um código de conduta para líderes políticos e funcionários públicos, o que lhe rendeu apoio entre os serra-leoneses. Em 1987, mais de 60 funcionários do governo foram presos, incluindo o vice-presidente Francis Minah, que foi destituído do cargo, por suposta conspiração de um golpe de Estado. Francis Minah foi julgado e condenado à forca, tendo sido executado em 1989.

### Guerra Civil (1991-2002)
Em outubro de 1990, devido à crescente pressão dentro e fora do país por reformas políticas e econômicas, o presidente Momoh criou uma comissão de revisão constitucional para avaliar a constituição unipartidária de 1978. Com base nas recomendações da comissão, o sistema multipartidário foi restabelecido, o que se deu mediante a aprovação de uma nova constituição pelo parlamento, que entrou em vigor em outubro de 1991.
A brutal guerra civil que estava ocorrendo na vizinha Libéria desempenhou um papel significativo no início dos combates na Serra Leoa. Especula-se que Charles Taylor, então líder da Frente Patriótica Nacional da Libéria (FPNL), teria ajudado a formar a Frente Revolucionária Unida (FRU) na Serra Leoa, sob o comando de Foday Saybana Sankoh, ex-militar que havia sido preso em 1970. Foday Sankoh havia passado por treinamento de guerrilha na Líbia. Taylor objetivava que o FRU atacasse as bases das tropas de manutenção da paz dominadas pela Nigéria na Serra Leoa, que se opunham ao seu movimento rebelde na Libéria. O primeiro ataque da Frente Revolucionária Unida (FRU) deu-se em 23 de março de 1991, em Kailahun, um distrito ao leste, rica em diamantes. O governo da Serra Leoa, que passava por sérios problemas econômicos e de corrupção, foi incapaz de oferecer uma resistência significativa. Após um mês de guerra civil, a FRU controlava grande parte das províncias do leste, ricas em diamantes. Desde o início, o recrutamento de meninos-soldados foi uma das estratégias dos rebeldes.
Em 29 de abril de 1992, um grupo de soldados do Exército da Serra Leoa promoveu um golpe militar. Joseph Momoh foi enviado para o exílio na Guiné e o Conselho Nacional de Administração Provisória (CNAP) foi estabelecido. Dezenas de soldados leais ao presidente deposto foram presos. A constituição foi suspensa, os partidos políticos foram banidos e a liberdade de expressão e de imprensa foram limitadas. Soldados passaram a deter poderes ilimitados de detenção administrativa sem acusação ou julgamento, e contestações contra tais detenções em tribunal foram impedidas. Com a deterioração da estrutura do Estado e o esmagamento da oposição civil, Serra Leoa virou um local propício ao tráfico de armas, munições e drogas.

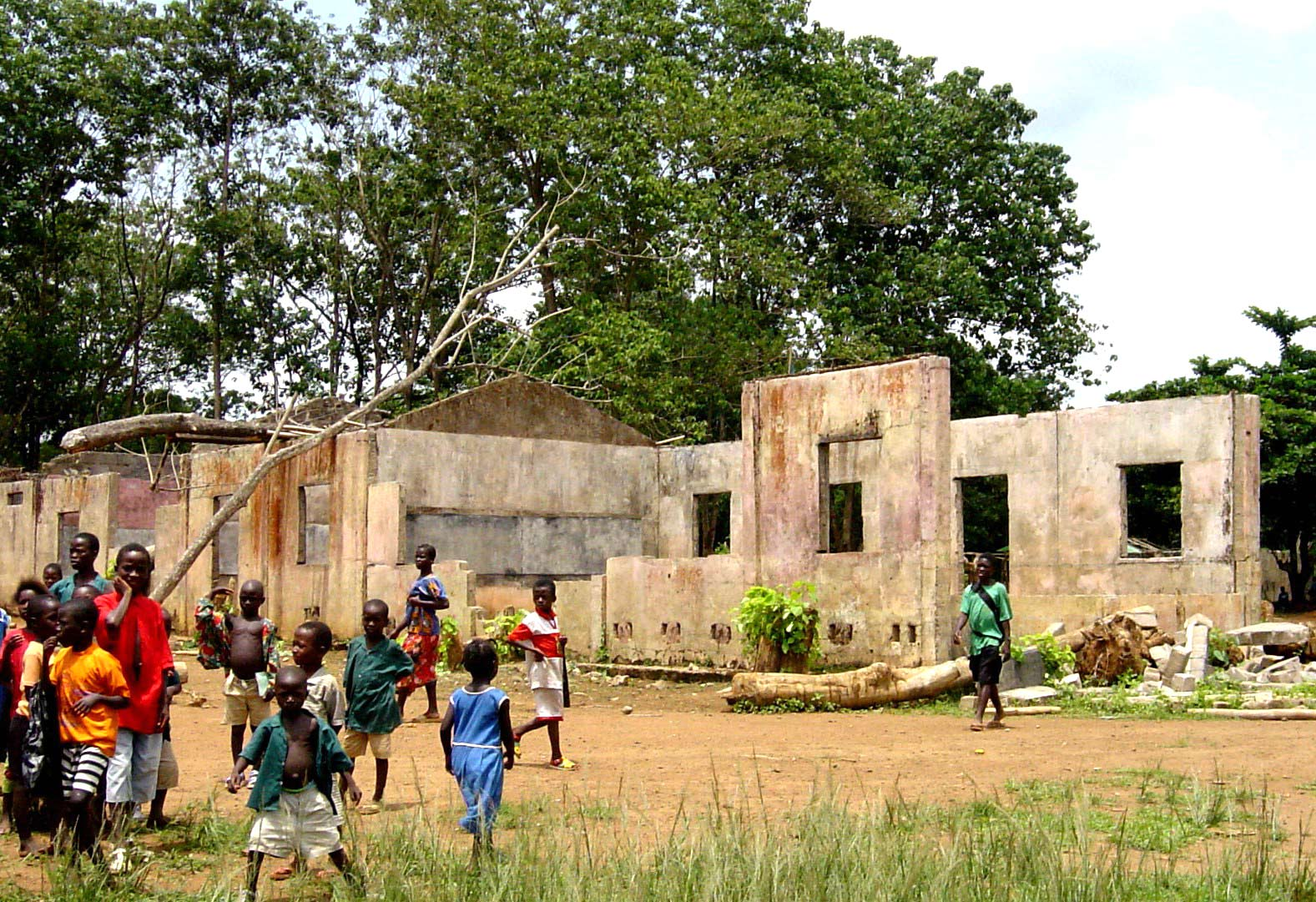
Crianças brincando perto de uma escola destruída pela guerra civil

O Conselho Nacional de Administração Provisória estabeleceu relações com a Comunidade Económica dos Estados da África Ocidental (CEDEAO), reforçando apoio às tropas do Grupo de Monitoramento desta organização que lutavam na Libéria. Em 28 de dezembro de 1992, uma suposta tentativa de golpe contra o Conselho Nacional de Administração Provisória foi repelida. Vários oficiais juniores do exército, liderados por Mohamed Lamin Bangura, foram identificados como responsáveis pelo plano de golpe. O pelotão de fuzilamento promoveu a execução de dezessete soldados do exército serra-leonês, incluindo Mohamed Bangura. Vários membros proeminentes do governo Momoh, que estavam detidos na prisão de Pa Demba Road, também foram executados.
As tentativas do Conselho Nacional de Administração Provisória em repelir a atuação da Frente Revolucionária Unida (FRU) no país provaram-se ineficazes. Em 1994, o grupo guerrilheiro já controlava grande parte da província oriental, rica em diamantes, e estavam nos arredores de Freetown. Em resposta, o Conselho Nacional de Administração Provisória contratou várias centenas de mercenários ligados à empresa privada sul-africana Executive Outcomes. Pouco tempo depois, os combatentes da FRU recuaram e voltaram a ocupar enclaves ao longo das fronteiras do país.
Em 16 de janeiro de 1996, após cerca de quatro anos à frente do CNAP, o militar Valentine Strasser foi preso no Quartel-General da Defesa e levado ao exílio em um helicóptero militar, primeiramente em Conacri e, depois, em Londres. Com a deposição de Strasser, Julius Maada Bio, também militar, assumiu a liderança do Conselho Nacional de Administração Provisória (CNAP), convocando novas eleições gerais naquele mesmo ano, as quais foram vencidas por Ahmad Tejan Kabbah, do Partido Popular da Serra Leoa (SLPP).
Como uma de suas medidas preliminares, o governo Kabbah convidou o principal líder da Frente Revolucionária Unida (FRU), Foday Sankoh, a uma abertura de diálogo, visando frear a guerra civil e iniciar negociações de paz. Porém, em 25 de maio de 1997, outro golpe de estado bem sucedido, articulado por militares liderados pelo Cabo Tamba Gborie, levou Ahmad Kabbah a buscar exílio na Guiné, resultando na criação do Conselho Revolucionário das Forças Armadas (CRFA). Johnny Paul Koroma, aliado de Tamba Gborie que encontrava-se detido, foi libertado da prisão e alçado ao posto de presidente. A constituição foi suspensa, manifestações foram proibidas e a mídia privada foram fechadas. A Frente Revolucionária Unida (RUF) foi convidada a juntar-se ao novo governo, com Foday Sankoh tornando-se vice-presidente. Em poucos dias, a capital serra-leonesa recebeu combatentes do grupo guerrilheiro, que passou a compor o novo governo da junta numa coalizão CRFA-FRU.
Em julho de 1997, a Commonwealth decidiu pela suspensão da Serra Leoa da comunidade.
Nove meses depois, em 1998, a junta foi derrubada por forças do Grupo de Monitoramento da CEDEAO, lideradas pela Nigéria, que restabeleceu o governo de Ahmad Kabbah, democraticamente eleito. Em 19 de outubro de 1998, 24 soldados do exército da Serra Leoa foram executados por um pelotão de fuzilamento, após terem sido condenados em uma corte marcial, devido seus envolvimentos no golpe orquestrado em 1997 contra Kabbah. A Organização das Nações Unidas respondeu com o envio de soldados de paz em 1999, buscando auxiliar no restauro da ordem. Entretanto, com a retirada das forças nigerianas, Sankoh e a FRU entraram em confronto com as tropas da ONU, quando o acordo de paz efetivamente entrou em colapso, resultando na crise dos reféns e mais combates entre o grupo guerrilheiro e o governo. A operação Kukri, firmada entre Gana, Índia, Nigéria e Reino Unido terminaram o cerco de forma bem-sucedida.
A intervenção militar do Reino Unido contribuiu significativamente para a sustação da guerra civil serra-leonesa. Ao momento da condução da Operação Palliser - que visava originalmente apenas evacuar cidadãos estrangeiros do país - os britânicos acabaram por tomar medidas militares para além daquelas previstas em seu mandato original. O Exército Britânico, em conjunto a administradores e políticos, permaneceram no país e promoveram o treinamento das forças armadas, melhoria da infraestrutura do país e administração de ajuda financeira e material. Calcula-se que entre 1991 e 2001 cerca de 50.000 pessoas foram mortas na guerra civil da Serra Leoa e outras centenas de milhares tornaram-se refugiadas na Guiné e na Libéria. Em janeiro de 2002, a guerra foi declarada encerrada. Ahmad Kabbah foi reeleito presidente em 2002, tendo iniciado um processo de desarmamento que perdurou até 2004. Em dezembro de 2005, as forças de paz da ONU retiraram-se do país.

### Era contemporânea
Em sua história recente, o país enfrentou uma epidemia provocada pelo vírus Ebola entre 2014 e 2016. A epidemia teve um impacto significativo no país, levando Serra Leoa a declarar estado de emergência e a adoção de uma quarentena nacional de três dias, chamada de Ouse to Ouse Tock. Em 16 de março de 2016, a Organização Mundial da Saúde (OMS) declarou a nação livre do vírus ebola.
Nos últimos anos, a política do país tem se mantido estável. Eleições livres e multipartidárias, supervisionadas por entidades internacionais, tem sido realizadas desde o fim da guerra civil. As ações e os crimes de guerra registrados durante a guerra civil foram julgados em um Tribunal Especial, cuja atuação recebeu apoio da ONU. Entre as deliberações do Tribunal Especial, estão a condenação do ex-presidente liberiano Charles Taylor, por sua intervenção nos acontecimentos na Serra Leoa e a suspensão do embargo de armas ao país. A Serra Leoa também teve boa parte de sua dívida externa perdoada por credores internacionais.
A nação também tem firmado sua política internacional na aproximação com os países ocidentais. Com a propositura da Declaração sobre orientação sexual e identidade de gênero das Nações Unidas em 2008, Serra Leoa foi um dos 57 países membros da ONU a patrocinar uma declaração contrária ao reconhecimento destes direitos. Posteriormente, em 2011, ao lado de Ruanda e Fiji, Serra Leoa mudou sua posição perante a Assembleia Geral da ONU, passando a ser signatária da declaração, sendo o primeiro (e único) país de África Ocidental a fazê-lo.

## Geografia
Serra Leoa está localizada na costa oeste de África, situada principalmente entre as latitudes 7° e 10° N (a pequena área fica ao sul do 7°) e longitudes 10° e 14° W. A área total é de 71 740 km², sendo 71 620 km² de superfície terrestre e 120 km² de água, fazendo da nação a 119ª maior do mundo em área territorial. O país tem quatro regiões geográficas distintas. No leste predomina o planalto, intercalado com altas montanhas, onde o Monte Bintumani - ponto mais elevado do país - atinge 1.948 metros. A parte superior da bacia de drenagem do rio Moa está localizado no sul da região.
Seu território é abrangido por um único fuso horário, sendo este o UTC+0. O país faz fronteira com a Guiné ao norte e nordeste, a Libéria ao sul e sudeste e o Oceano Atlântico a oeste. Seus maiores limites fronteiriços são com a Guiné (794 quilômetros), seguido do Oceano Atlântico e Libéria, com 402 e 299 quilômetros, respectivamente.

### Topografia
O centro do país é uma região de planícies de baixa altitude, que contêm florestas, matas, bush e campos agrícolas, que ocupa cerca de 43% da área terrestre da Serra Leoa. A parte norte desta foi classificada pelo World Wildlife Fund, como parte da ecorregião guineense mosaico floresta-savana, enquanto o sul é dominado por planícies florestadas de chuva e terra. Serra Leoa tem cerca de 400 quilômetros de limites com o Oceano Atlântico, dando-lhe recursos marinhos abundantes e um potencial turístico. A costa litorânea tem áreas de baixa altitude e pântano. A região que encobre a capital do país fica em uma península costeira, situada ao lado do Porto Nacional da Serra Leoa.

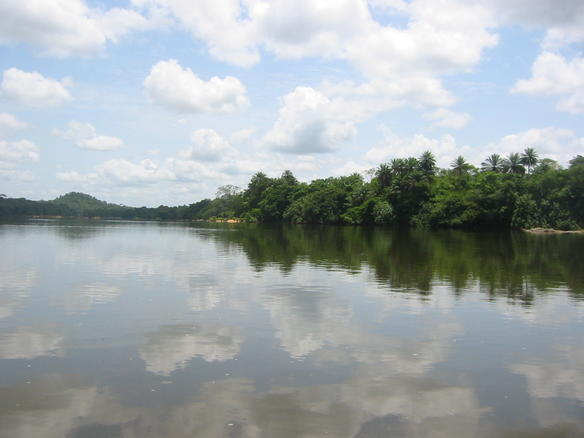
Rio Moa em Tiwai

O país se divide em quatro regiões geográficas: Província do Norte, Província Oriental, Província do Sul e a Área do Oeste; que são subdivididas em quatorze distritos. Sua economia está voltada principalmente para a mineração, especialmente diamantes. O país está entre os maiores produtores mundiais de titânio e bauxita, sendo também um grande produtor de ouro. Na região está um dos maiores depósitos mundiais de rutilo. Apesar desta riqueza natural, 70% de sua população vive na extrema pobreza, de acordo com dados de 2004.
O principal curso de água em sua hidrografia é o Rio Moa, com uma extensão de 425 quilômetros, para além de outros rios.

### Clima
O clima presente na Serra Leoa é o tropical, que pode ser registrado como um clima tropical de monções. O território do país também os efeitos dos climas equatorial e tropical de savana, dada sua proximidade geográfica com países e territórios dominados por estes tempos meteorológicos. Por conta disto, há o posicionamento de que o clima tropical existente na Serra Leoa pode ser descrito como uma transição entre um clima de floresta tropical continuamente úmido e um clima de savana tropical.
Existem duas estações definidas bem definidas, que determinam o ciclo agrícola: estação seca, de novembro a maio, quando ventos frescos e secos sopram do Deserto do Saara; e estação chuvosa, de junho a outubro. Dezembro e janeiro são os meses mais frios do ano, embora as temperaturas ainda possam ultrapassar os 40° C, a umidade relativamente baixa a moderada torna o calor nesta época do ano mais tolerável. Por outro lado, março e abril são tidos como os meses com maior influência da estação seca, com temperaturas em torno de 33° C a 36° C, além de uma umidade sólida de 50%, tornando o índice de calor superior à temperatura real. A temperatura mínima média é de 16° C e a máxima média é de 36° C, sendo que a temperatura média fica em torno de 26° C.
A precipitação média é mais elevada na costa litorânea, registrando entre 3 000 mm a 5 000 mm por ano. Ao mover-se para o interior do país, até a fronteira leste, a precipitação diminui, com média registrada entre 2 000 a 2 500 mm anualmente. Ao longo de sua costa litorânea, as chuvas podem chegar a 495 cm, tornando-a um dos lugares mais úmidos da costa oeste de África.

### Meio ambiente e biodiversidade
Até 2002, a Serra Leoa não dispunha de um sistema de manejo florestal devido à guerra civil que causou dezenas de milhares de mortes. As taxas de desmatamento aumentaram 7,3% desde o fim da guerra civil. Por força de lei, desde 2003 há 55 áreas protegidas, encobrindo 4,5% do território serra-leonês. O país tem 2 090 espécies conhecidas de plantas superiores, 147 mamíferos, 626 aves, 67 répteis, 35 anfíbios e 99 espécies de peixes.
A Fundação para a Justiça Ambiental documentou que o número de pescas ilegais em navios nas águas serra-leonesas se multiplicaram nos últimos anos. A quantidade de pesca ilegal tem empobrecido significativamente unidades populacionais de peixes, privando as comunidades piscatórias locais de um importante recurso para a sobrevivência. A situação é particularmente grave, uma vez que a pesca constitui a única fonte de renda para muitas comunidades em um país que ainda se recupera de mais de uma década de guerra civil.
Em junho de 2005, a Sociedade Real para a Proteção das Aves (RSPB) e a Bird Life Internacional passaram a apoiar o setor conservacionista sustentável da Serra Leoa, em projetos de desenvolvimento florestal no sudeste do país, um importante fragmento da sobrevivência da floresta tropical na Serra Leoa. As áreas protegidas do país incluem reservas florestais, parques florestais e reservas naturais.

## Demografia
| Ano    | Habitantes                    |
| ------ | ----------------------------- |
| 1901   | 1 024 178                     |
| 1911   | 1 400 132                     |
| 1921   | 1 540 554                     |
| 1931   | 1 768 480                     |
| 1948   | 1 858 275                     |
| 1963   | 2 180 355                     |
| 1974   | 2 735 159                     |
| 1985   | 3 515 812                     |
| 2004   | 4 976 871                     |
| Fonte: | Statistics Sierra Leone (SSL) |

A população da Serra Leoa, conforme dados do Worldometer em 2021, era de 8 144 924 habitantes (111 habitantes por quilômetro quadrado), com 43,3% da população definida como urbana. A densidade populacional varia muito, segundo a região. O West Area Urban, incluindo Freetown, a capital e maior cidade, tem uma densidade populacional de 1 224 pessoas por quilômetro quadrado, enquanto que o maior distrito em área territorial, Koinadugu, tem uma densidade baixa, de 21,4 pessoas por quilômetro quadrado.
O país possui uma taxa de crescimento populacional de 2,216% ao ano (2015). A população do país é majoritariamente jovem, com a idade média sendo de 19,4 anos. Como resultado da migração para as cidades, a população está cada vez mais urbana, com uma taxa estimada de crescimento da urbanização de 2,9% ao ano.
De acordo com a Pesquisa Mundial de Refugiados de 2008, publicado pelo Comitê dos Estados Unidos para Refugiados e Imigrantes, Serra Leoa registrou 8 700 refugiados e requerentes de asilo, no final de 2007. Cerca de 20 000 refugiados liberianos retornaram voluntariamente à Libéria, ao longo de 2007. Dos restantes refugiados na Serra Leoa, quase todos eram liberianos. O país tem sido uma fonte e um destino notável de refugiados, uma vez que a guerra civil deslocou internamente cerca de 2 milhões de pessoas, com quase 0,5 milhão buscando refúgio em nações vizinhas (370 000 serra-leoneses fugiram para a Guiné e 120 000 para a Libéria).

### Composição étnica e urbanização
Segundo dados de 2019 da Central Intelligence Agency (CIA), a maioria dos serra-leoneses são pertencentes aos grupos étnicos Temne (35,4% da população) e Mende 30,8% (da população), existindo ainda minorias étnicas como os Limba (8,8%), Kono (4,3%), Korankoh (4%), Fullah (3,8%), Mandingo (2,8%) e Loko e Sherbro, com 2% e 1,9% da população, respectivamente. Descendentes de escravos jamaicanos libertos, que se estabeleceram na região de Freetown no final do século XVIII, são conhecidos no país como krios, consistindo em 1,2% da população. Outros 5% integram outros grupos étnicos.
As estimativas mais recentes indicam que os maiores aglomerados urbanos da Serra Leoa são a capital, Freetown (800,6 mil habitantes), Bo (174,3 mil), Kenema (143,1 mil), Koidu (124,6 mil) e Makeni (87,6 mil).

### Religiões

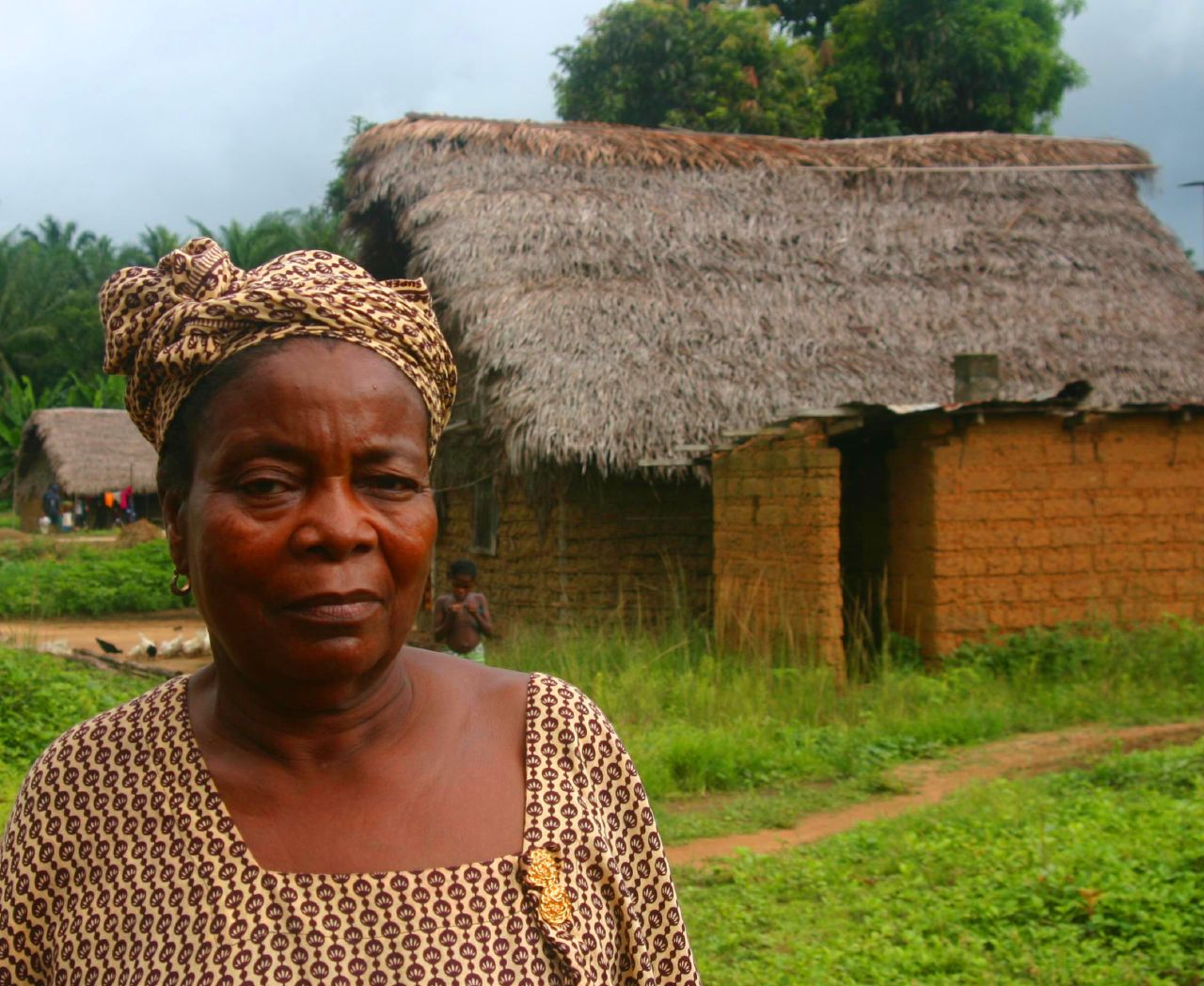
Mulher da etnia Mandês no Distrito de Kailahun

Ao contrário de outros países africanos, os conflitos religiosos e étnicos na Serra Leoa são muito raros, devido a relação geralmente amigável entre as religiões na sociedade serra-leonesa, que contribuiu para a liberdade religiosa. A constituição do país garante a liberdade democrática na fé, em particular, o governo defende a disposição, e reage fortemente à natureza religiosa de abusos discriminatórios.
Não há dados confiáveis sobre o número exato dos que praticam grandes religiões no país. No entanto, a maioria das fontes estimam que a população é de 60% de muçulmanos, 30% cristã, e 10% dos praticantes de religiões tradicionais indígenas e tribais. Não há informações sobre o número de ateus no país. Existem ainda muitas práticas sincréticas, e até 20% da população pratica uma mistura de islamismo com as religiões tradicionais indígenas e o cristianismo. Historicamente, a maior parte da população muçulmana concentra-se nas áreas ao norte do país, enquanto os cristãos se localizam majoritariamente no sul, sendo comum o casamento interreligioso. No entanto, a guerra civil de onze anos resultou em grandes movimentações populacionais.
A crença no Cristianismo começou a ser difundida no século XVI, quando os primeiros missionários católicos chegaram à costa oeste da África. Há ainda, uma considerável comunidade hinduísta. A maior comunidade hindu vive em Freetown. O Governo não estabelece condições para o reconhecimento, registro ou regulação de grupos religiosos e permite a instrução religiosa nas escolas públicas. Os estudantes podem optar por participar de classes de orientação muçulmana ou cristã. O Conselho Interreligioso da Serra Leoa (IRC), composto por líderes cristãos e muçulmanos, desempenha um papel importante na sociedade civil e é responsável em promover a tolerância religiosa no país.

### Idiomas
O inglês é a língua oficial, ensinada nas escolas e usada nas instituições públicas, governo, comércio e na mídia. O krio (derivado do inglês e de várias línguas tribais africanas) é a língua do povo krio, sendo a língua mais falada em praticamente todas as partes da Serra Leoa. O krio é falado por mais de 90% da população do país, e une todos os diferentes grupos étnicos, especialmente no comércio e nas interações uns com os outros. Existem também outras línguas, com o mende, limba e temne sendo as mais faladas.

## Governo e política
O Parlamento da Serra Leoa é unicameral, com 124 assentos, sendo que cada um dos catorze distritos (sendo 12 distritos rurais, e a capital, Freetown, dividida em dois distritos) do país tem sua representação. 112 membros são eleitos simultaneamente às eleições presidenciais, e outros 12 assentos são ocupados por chefes supremos de cada um dos 12 distritos administrativos do país.
O parlamento atual é composto de três partidos políticos: O Congresso de Todo o Povo (APC) ganhou 59 dos 112 assentos parlamentares; o Partido Popular da Serra Leoa (SLPP) ganhou 43 assentos; e o Movimento Popular para a Mudança Democrática (PMDC) ocupou 10 assentos. Para ser candidato a membro do Parlamento, a pessoa deve ser um cidadão serra-leonês, ter pelo menos 21 anos de idade, e ser capaz de falar, ler e escrever o inglês num grau de proficiência que lhe permita participar ativamente nos processos no Parlamento; e não deve ter qualquer condenação criminal.
Desde a independência em 1961, a política da Serra Leoa tem sido dominada por dois partidos políticos principais, o Partido Popular da Serra Leoa e o Congresso de Todo o Povo. Outros partidos políticos menores também têm existido, mas sem um apoio significativo.
O Poder Judicial da Serra Leoa é exercido pelo Judiciário, chefiado pelo Chefe de Justiça e compreendendo a Suprema Corte da Serra Leoa, que é a mais alta corte do país. Sua decisão, portanto, não pode ser objeto de recurso. O Judiciário consiste ainda, no Supremo Tribunal de Justiça, no Tribunal de Recurso, nos tribunais magistrados e nos tribunais tradicionais em aldeias rurais. O presidente nomeia e o parlamento aprova juízes para os três tribunais. O Poder Judiciário tem competência em todas as questões civis e criminais em todo o país. O atual presidente da Suprema Corte é Desmond Babatunde Edwards, no cargo desde dezembro de 2018.

### Crime, aplicação da lei e direitos humanos
A aplicação da lei é principalmente da responsabilidade da Polícia da Serra Leoa que, por sua vez, é subordinada ao Ministério de Assuntos Internos. A Polícia da Serra Leoa foi estruturada pela colônia britânica em 1894, consistindo numa das forças policiais mais antigas da África Ocidental, e positivada na constituição da nação. Sua estrutura é voltada para a prevenção de crimes, proteção da vida e da propriedade, identificar e investigar criminosos, garantir a manutenção da ordem pública e da segurança e proteção e melhoramento do acesso à justiça. A polícia é chefiada pelo Inspetor-Geral da Polícia, cuja nomeação dar-se-á pelo presidente do país, com Ambrose Sovula atualmente no cargo. É dividida internamente em seis distritos policiais: Freetown Oeste, Freetown Leste, Noroeste, Nordeste, Sul e Leste, com um número total de cerca de 12 000 membros.

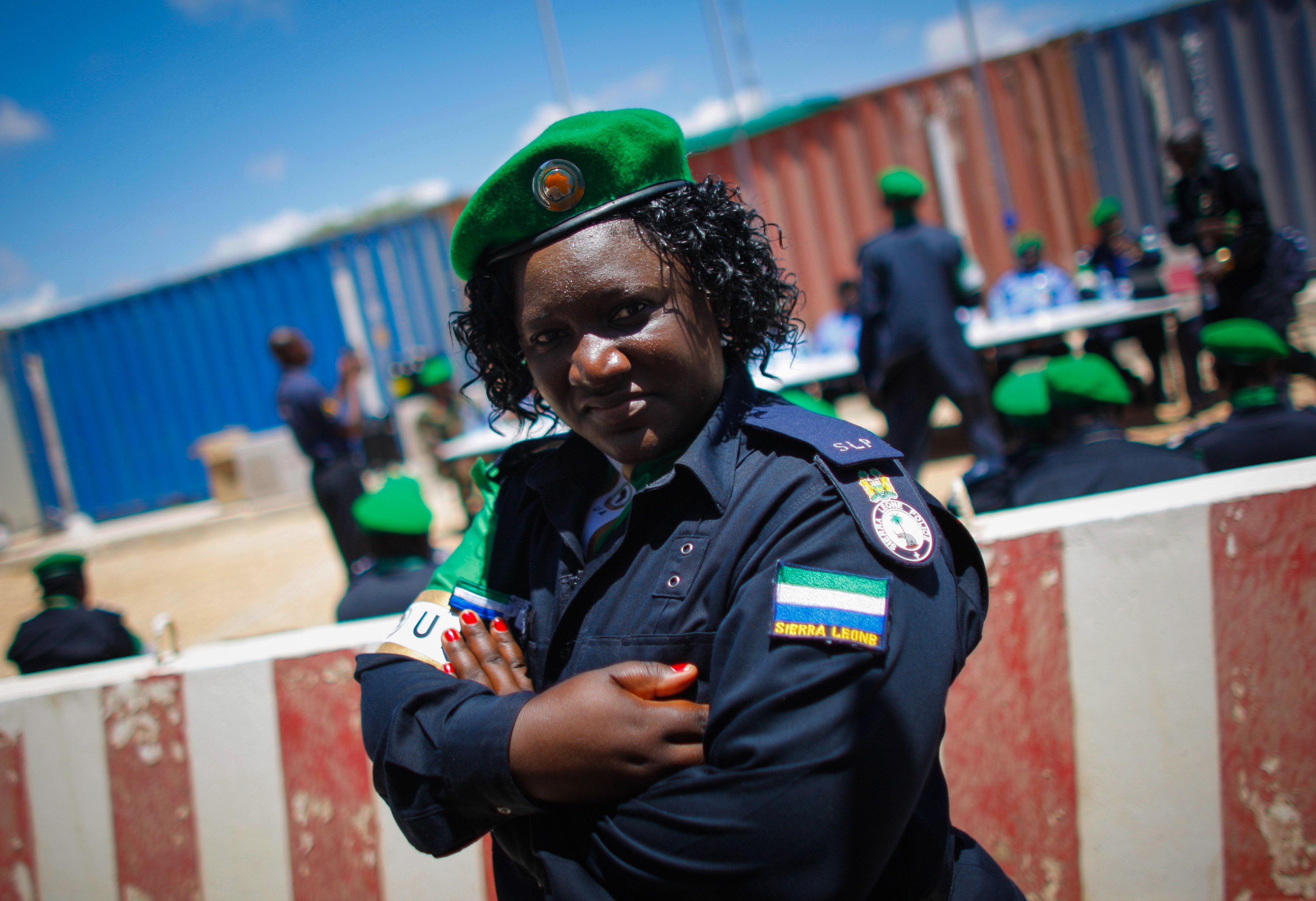
Policial feminina da Serra Leoa

Embora a constituição serra-leonesa tenha formalizado sua força policial em sua constituição, este conjunto de normas não regula o uso da força pela Polícia da Serra Leoa, prevendo apenas que sua utilização deve ocorrer em medidas razoáveis, justificáveis e nas circunstâncias do caso. Por força de sua constituição, Serra Leoa proíbe qualquer forma de tortura, maus-tratos ou condições análogas como instrumento de sanção penal, tendo ainda abolido a pena de morte para todos os crimes, em 2021. Desde 2015 está em operação o Conselho Independente de Reclamações da Polícia, visando supervisionar o uso da força policial no país, com esta supervisão sendo de competência, também, da Comissão Nacional para a Democracia e os Direitos Humanos.
O Relatório de Crime e Segurança Anual de 2020, compilado pelo Conselho Consultivo de Segurança no Exterior (OSAC) - de origem estadunidense - indica que Serra Leoa oferece baixa ameaça quanto ao terrorismo e média ameaça quanto a violência política, religiosa ou étnica. Entre os crimes mais comuns descritos por este relatório, estão o tráfico de drogas, roubos, invasões à domicílios, agressões, estupros e violência doméstica. O relatório conclui que Serra Leoa apresenta taxa de criminalidade comparável à de outros países de África Ocidental. Ainda assim, a taxa de homicídio intencional é de 1,71 a cada 100 mil habitantes, a oitava menor de África, conforme dados de 2016 do Escritório das Nações Unidas sobre Drogas e Crime (UNODC).
O país é signatário do Protocolo Facultativo à Convenção da ONU contra a tortura (1985) e ratificou o Pacto Internacional dos Direitos Civis e Políticos (PIDCP). Também aderiu ao Estatuto de Roma, tornando-se um de seus estados-membros em 1998. Em âmbito regional, Serra Leoa é signatário do Protocolo de Malabo sobre o Tribunal Africano de Justiça e Direitos Humanos e da Carta Africana dos Direitos Humanos e dos Povos (1981). Tratando-se sobre os direitos individuais e condições especiais, o país não detém legislação proibindo a discriminação contra pessoas com deficiência e nem possui qualquer ato normativo que ofereça proteção específica a estas pessoas. O ordenamento jurídico do país não exige acessibilidade em edifícios ou assistência a pessoas com deficiência. Em 2008, com a propositura da Declaração sobre orientação sexual e identidade de gênero das Nações Unidas por um grupo liderado pelos Países Baixos e França, um segundo grupo de países contrários ao reconhecimento destes direitos promoveu outra declaração, indo contra os direitos LGBTQIA+. Inicialmente, Serra Leoa juntou-se ao segundo grupo. Posteriormente, perante a Assembleia Geral da ONU, o país mudou sua posição. Embora tenha dado seu apoio à declaração em favor dos direitos LGBTQIA+, as relações afetivas entre homens são ilegais no país, com previsão de sanção penal.

### Forças armadas

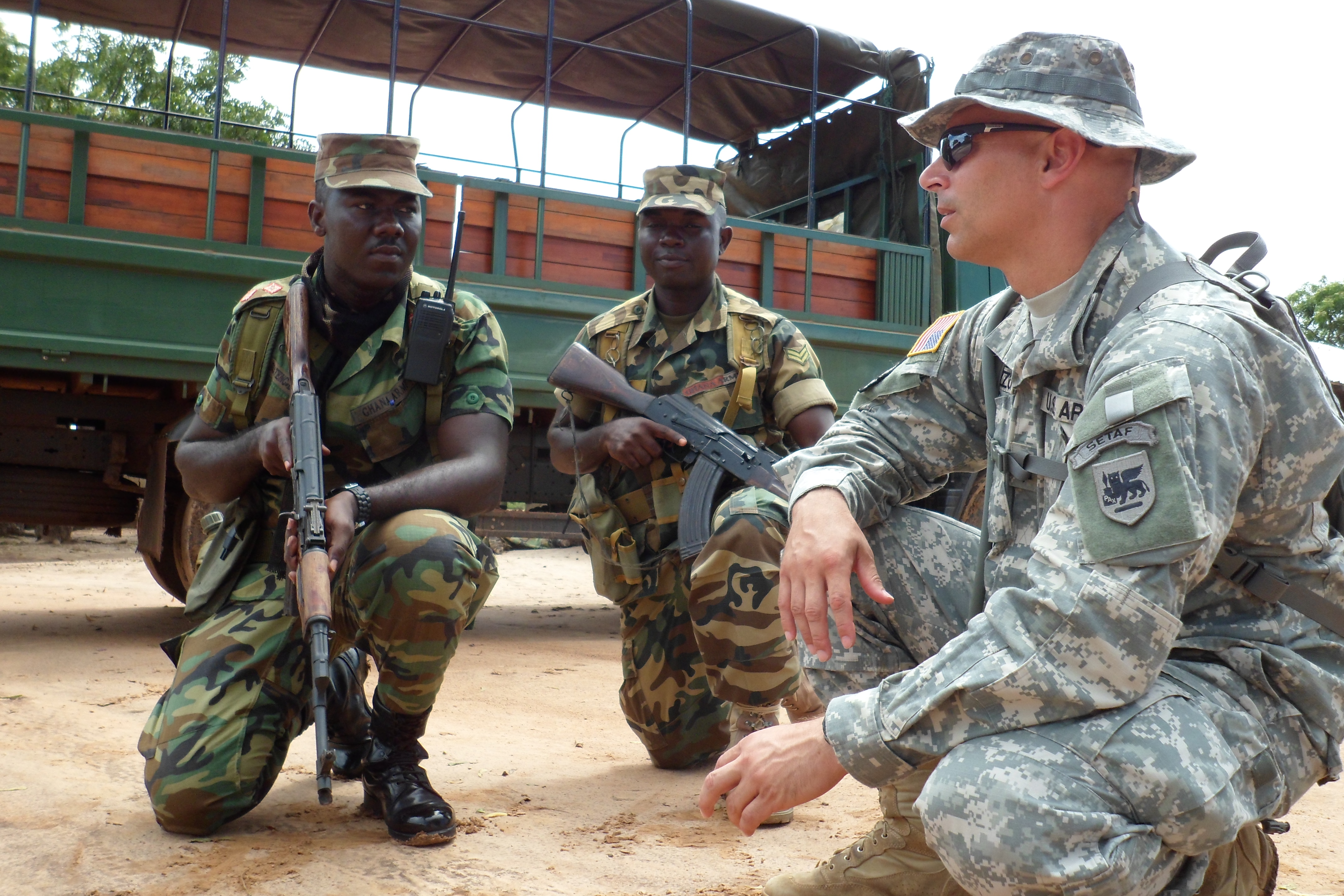
Dois soldados de Serra Leoa treinando com um militar dos Estados Unidos.

As Forças Armadas da República da Serra Leoa (RSLAF, na sigla em inglês), são as forças armadas unificadas, responsáveis pela segurança territorial da fronteira da Serra Leoa e pela defesa dos interesses nacionais no âmbito das suas obrigações internacionais. As forças armadas foram formadas após a independência em 1961, com base em elementos da antiga Força Real Britânica da Fronteira Ocidental da África, presente no país. As Forças Armadas da Serra Leoa consistem em cerca de 15.500 efetivos, compreendendo-se pelo Exército da Serra Leoa, Marinha da Serra Leoa e a Ala Aérea da Serra Leoa.
O Presidente da Serra Leoa é o Comandante em chefe das Forças Armadas, sendo o Ministro da Defesa responsável pela política de defesa e pela formulação das Forças Armadas. O atual Ministro da Defesa do país é o major Alfred Paolo Conteh. Os militares da Serra Leoa também têm um Chefe do Estado-Maior de Defesa, um oficial militar uniformizado, responsável pela administração e controle operacional dos militares.
Quando Serra Leoa conquistou a independência em 1961, a Força Militar Real da Serra Leoa foi criada a partir do Batalhão da Serra Leoa da Força da Fronteira da África Ocidental. Os militares assumiram o controle em 1968, levando o Conselho Nacional de Reforma ao poder. Em 19 de abril de 1971, quando Serra Leoa se tornou uma república, as Forças Militares Reais da Serra Leoa foram renomeadas para Força Militar da República da Serra Leoa (RSLMF). As forças armadas permaneceram uma organização de serviço único até 1979, quando a Marinha da Serra Leoa foi estabelecida. Em 1995, o Quartel-General da Defesa foi estabelecido e a Ala Aérea da Serra Leoa formada. A Força Militar da República da Serra Leoa foi renomeada como Forças Armadas da República da Serra Leoa.

### Política externa
O Ministério de Relações Exteriores e Cooperação Internacional da Serra Leoa é o órgão responsável pela política externa do país. A nação tem relações diplomáticas estabelecidas com países como Reino Unido, China, Rússia, Israel e Quênia. O governo mantém um total de 16 embaixadas e altas comissões em todo o mundo.
Serra Leoa tem boas relações com o Ocidente, incluindo os Estados Unidos, e manteve laços históricos com o Reino Unido e outras ex-colônias britânicas por ser membro da Commonwealth. O Reino Unido desempenhou um papel importante no fornecimento de ajuda à ex-colônia, juntamente com ajuda administrativa e treinamento militar, ao momento em que interveio para encerrar a Guerra Civil em 2000. As relações da Serra Leoa com o Brasil e Portugal também são cordiais, sendo que o Brasil proveu uma doação de R$ 25 milhões a agências da ONU para o combate ao vírus ebola no país em 2014.
O governo do ex-presidente Siaka Stevens buscou relações mais estreitas com outros países da África Ocidental no âmbito da Comunidade Económica dos Estados da África Ocidental (CEDEAO), uma política mantida pelo atual governo. A Serra Leoa, junto com a Libéria e a Guiné, formam a União do Rio Mano (MRU), destinada principalmente a implementar projetos de desenvolvimento e promover a integração econômica regional entre os três países.
Serra Leoa também é membro das Nações Unidas e de suas agências especializadas, da União Africana, do Banco Africano de Desenvolvimento (BAD), da Organização para a Cooperação Islâmica (OIC) e do Movimento Não-Alinhado. O país é membro do Tribunal Penal Internacional com um Acordo de Imunidade Bilateral de proteção para com os militares dos Estados Unidos. O país tem atuado em missões de manutenção da paz da ONU, especialmente na Missão de Estabilização Integrada Multidimensional, no Mali, na Força Provisória da ONU no Líbano e na Força de Segurança Provisória da ONU na área de Abyei, entre o Sudão e Sudão do Sul.

## Subdivisões

Províncias da Serra Leoa

A República da Serra Leoa é composta por cinco regiões: Província do Norte, Província do Noroeste, Província do Sul, Província do Leste e a Área do Oeste, sendo que esta última abrange a capital do país, Freetown, e possui status de província. Estas quatro províncias e a Área do Oeste são consideradas subdivisões de primeiro nível.
As províncias são divididas em distritos provinciais, os quais são considerados subdivisões de segundo nível. Há 16 distritos provinciais no país. Os distritos provinciais, por sua vez, estão divididos em 186 chefias, tradicionalmente lideradas por chefes supremos, reconhecidos pela administração britânica em 1896 na altura da organização do Protectorado da Serra Leoa. No contexto da governança local, os distritos são governados como localidades. Cada um tem um conselho distrital local eleito diretamente para exercer autoridade e realizar funções em nível local. No total, há dezenove conselhos locais e treze conselhos distritais, um para cada um dos doze distritos e um para a Área Rural Ocidental. Seis cidades também elegem conselhos locais. Os seis municípios incluem Freetown - que funciona como governo local para o Distrito Urbano da Área Ocidental - Bo, Bonthe, Kenema, Koidu e Makeni.
| Província ou região   | Distritos                              | Localização | Centro administrativo keskus | População (VL2015) |
| --------------------- | -------------------------------------- | ----------- | ---------------------------- | ------------------ |
| Província do Sul      | Pujehun, Bo, Bonthe e Moyamba          |             | Bo                           | 1 441 308          |
| Província do Leste    | Kailahun, Kenema e Kono                |             | Kenema                       | 1 642 370          |
| Província do Noroeste | Cambia, Karene e Port Loko             |             | Port Loko                    | 2 508 201          |
| Província do Norte    | Bombali, Coinadugu, Falaba e Toncolili |             | Makeni                       | 2 508 201          |
| Área do Oeste         | West Area Rural e Freetown             |             | Freetown                     | 1 500 234          |
| Total                 | 14 distritos                           | -           | Freetown                     | 7 092 113          |

## Economia

Principais produtos de exportação de Serra Leoa em 2019

Serra Leoa detém uma economia de mercado relativamente aberta, sendo tida como a 157ª maior do mundo, com um PIB PPC de US$ 13,425 bilhões em 2019. Em termos de PIB per capita, o país apresenta um total de US$ 1 718 (estimativa de 2019), um dos índices mais baixos do mundo, caracterizando-o como extremamente pobre no sentido econômico. Conforme dados da Central Intelligence Agency, em 2017 a taxa de crescimento real do PIB foi de 3,7%, com a inflação atingindo 14,8% em 2019. Os Relatórios de Desenvolvimento Humano, do Programa de Desenvolvimento das Nações Unidas, apontam que o investimento estrangeiro direto corresponderam a 5,3% do PIB em 2019 e que apenas 15,2% da mão de obra do país é qualificada, considerando-se a população acima de quinze anos de idade.

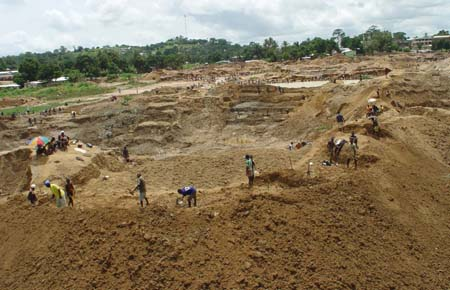
Mina de diamantes na Serra Leoa

A moeda é o leone. O banco central é o Banco da Serra Leoa. O país opera uma flutuação da taxa de câmbio do sistema, e moedas estrangeiras podem ser trocadas em qualquer um dos bancos comerciais, de câmbio reconhecido. O uso do cartão de crédito é limitado, utilizado, sobretudo, no turismo. O desemprego é alto, principalmente entre os jovens.
A agricultura é o maior responsável pela composição do PIB, tendo respondido, em 2017, por 60,7% dos proventos econômicos e constituindo-se no setor de maior empregabilidade, com 80% da população trabalhando nesta área. Destaca-se o arroz, que vem a compor a maior parte das produções agrícolas. Cerca de dois terços da população estão diretamente envolvidas na agricultura de subsistência.
O país é rico em minerais como diamante, ferro, platina e bauxita, com as atividades extrativistas sendo gerenciadas, em grande parte, por sociedades estrangeiras. Boa parte das indústrias compreendem instalações para a transformação dos produtos agrícolas e florestais e de diamantes, sendo que o crescimento da produção industrial foi de 15,5% em 2017. O crescimento econômico do país é impulsionado pela mineração, porém, até 2014 o país dependia de ajuda externa para complementar seu orçamento. A indústria contribui com 6,5% do PIB.
A dívida pública da Serra Leoa diminuiu significativamente ao longo do século XXI graças ao alívio da dívida contraída por países pobres altamente endividados e a uma iniciativa multilateral de perdão de dívidas. Em 2014, a dívida do país compreendia 24,9% do PIB, uma diminuição considerável desde 2005, quando a dívida externa comprometia 140% do PIB.

### Turismo
O setor de turismo no país é administrado pelo Ministério do Turismo e Assuntos Culturais. Trata-se de um setor pouco explorado economicamente, de modo que pouco contribui para a economia serra-leonesa.
De acordo com a Organização Internacional do Trabalho, aproximadamente 8 000 serra-leoneses estão empregados na indústria do turismo. O ponto de entrada principal é o Aeroporto Internacional de Freetown, com as principais atrações turísticas consistindo em praias, reservas naturais e montanhas.

## Infraestrutura

### Educação

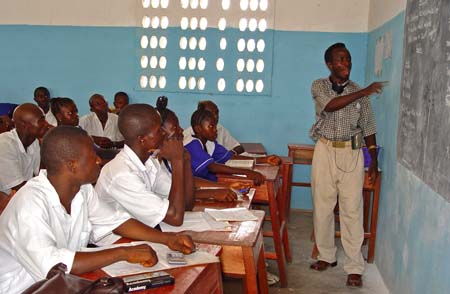
Escola secundária na cidade de Pendembu

O sistema educacional serra-leonês é dividido em quatro estágios: educação primária com duração de seis anos, educação secundária júnior de três anos, três anos de educação secundária sênior ou educação vocacional técnica e quatro anos de universidade ou outra educação superior. A educação no país é legalmente obrigatória para todas as crianças a partir dos três anos de idade, no nível primário, e de seis anos de idade no ensino secundário geral. Entretanto, a falta de escolas e professores no país tem resultado numa educação desigual. O analfabetismo atinge aproximadamente dois terços da população adulta do país.
Durante a guerra civil que desolou o país, 1 270 escolas primárias foram destruídas, o que resultou em 67% de crianças em idade escolar vivendo fora das instituições de ensino. Desde então, a educação tem atingido resultados consideráveis nos últimos anos, com a duplicação das matrículas nas escolas primárias entre 2001 e 2005, e a reconstrução de muitas escolas, desde o fim da guerra. Os estudantes de escolas primárias possuem geralmente, idades entre 6 a 12 anos, e nas escolas secundárias, a idade escolar varia entre 13 a 18 anos. A educação primária, para além de obrigatória, é oferecida em escolas públicas situadas em todas as regiões do país. Em 2007, os distritos de Kenema e Tonkolili eram os que possuíam o maior número de escolas primárias estruturadas, com 559 e 489, respectivamente.

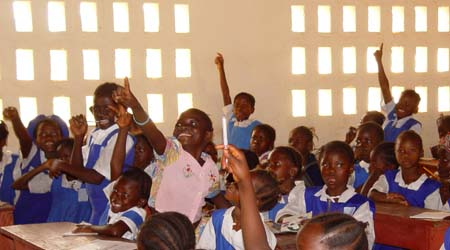
Classe secundária na cidade de Koidu

Na Serra Leoa, há três universidades. O Fourah Bay College é a mais antiga destas, fundada em 1827, sendo, ainda, a primeira instituição de ensino superior a operar na África Ocidental. Há ainda a Universidade de Makeni - instituição de ensino superior católica e privada e a Universidade de Njala, localizada no distrito de Bo, estabelecida como Estação Agrícola Experimental em 1910 e tornando-se uma universidade em 2005. faculdades de formação de professores e seminários religiosos são encontrados em muitas partes do país. Nenhuma das instituições do país está listada entre as 100 melhores universidades da África, de acordo com a classificação do QS World University Rankings de 2021.

### Saúde
A saúde é de responsabilidade do poder público, sendo gerida em âmbito nacional pelo Ministério da Saúde. Desde abril de 2010, o governo instituiu a Iniciativa Unidade Livre de Saúde, que se compromete a fornecer serviços gratuitos para mulheres grávidas e lactantes, além de crianças menores de 5 anos. Esta política tem sido apoiada pelo Reino Unido e é reconhecido como um movimento progressivo que outros países africanos poderão seguir. Cerca de 16,1% do PIB nacional é voltado para despesas e investimentos em saúde pública, o que se revela a maior porcentagem entre os países da África Subsaariana.

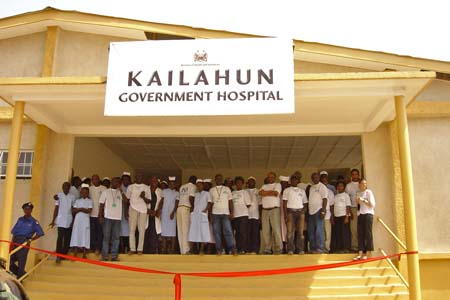
Hospital Kailahun em 2004

A expectativa de vida ao nascer é estimada em 60,19 anos em 2021, fazendo do país a 218ª nação no quesito expectativa de vida. No geral, as mulheres serra-leonesas vivem em torno de 5,49 anos a mais que os homens serra-leoneses.
As estimativas para a mortalidade infantil na Serra Leoa estão entre as mais altas do mundo: Conforme dados de 2021, para cada 1 000 nascidos vivos, cerca de 65,34 crianças não sobrevivem. Assim, o país ocupa a 6ª posição entre as nações com maiores índices de mortalidade infantil, lista essa que é liderada pelo Afeganistão (106,75), Somália (88,03) e República Centro-Africana (84,22). O índice de mortalidade infantil é maior entre bebês do sexo masculino (73,97 óbitos) do que entre bebês do sexo feminino (56,45 óbitos). Apesar de deter uma das mais altas taxas de mortalidade neonatal, o índice registrado no país vem diminuindo ao longo dos anos, uma vez que, em 2012, foram contabilizadas 77 mortes a cada 1 000 nascimentos.
O país sofre de surtos epidêmicos de doenças como febre amarela, cólera, meningite e febre de Lassa. Conforme o President's Malaria Initiative (PMI), toda a população residente na Serra Leoa é vulnerável à malária, o que a torna endêmica no país. A prevalência de HIV/AIDS na população é de 1,5%, superior à média mundial de 1%, mas inferior à média de 6,1 % na África Subsaariana. A ebola é muito recorrente e o país enfrenta uma epidemia de ebola. É um dos locais do mundo com maior prevalência desta doença, juntamente com a República Democrática do Congo, Sudão, Uganda e Sudão do Sul.
De acordo com um relatório de 2013 do Fundo das Nações Unidas para a Infância (UNICEF), cerca de 88% das mulheres na Serra Leoa foram submetidas a mutilação genital feminina nos últimos anos. A densidade de profissionais da saúde no país mostra-se relativamente baixa, registrando-se em 2011 apenas 0,06 médicos a cada 1.000 habitantes. A taxa de prevalência de obesidade na população adulta é de 8,7% (2016), enquanto crianças com idade inferior a cinco anos e abaixo do peso correspondiam a 13,5% em 2019. Todas as dez principais causas de mortes no país estão relacionadas a doenças, sendo as principais delas a malária, infecções respiratórias superiores, infecções neonatais e deficiências nutricionais.

### Energia
Serra Leoa é o 188º maior consumidor da energia do planeta. Entre as nações africanas, apenas o Chade, República Centro-Africana, São Tomé e Príncipe e Comores consomem menos energia que o país. A matriz energética serra-leonesa é baseada em fontes renováveis, sobretudo a energia hidrelétrica. A produção de energia a partir de fontes não renováveis também é significativa, especialmente no interior do país. Entretanto, a utilização de fontes não renováveis como o petróleo e o gás natural, na produção de energia, é praticamente inexistente.
Após a Guerra Civil, a infraestrutura do país estava em más condições e falhas de energia eram comuns. Em 2019, cerca de 26% da população serra-leonesa tinha acesso à eletricidade. Na área urbana, o acesso à eletricidade é maior que na área rural, com 52% e 6%, respectivamente. Dos habitantes atendidos por energia elétrica, 10% ficavam na capital Freetown e os 90% restantes do país usavam 2% da eletricidade nacional. A maioria da população depende de combustíveis de biomassa para sua sobrevivência diária, com lenha e carvão usados mais prevalentemente, cerca de 23% da capacidade instalada total. A conclusão da primeira fase da Usina Hidrelétrica de Bumbuna II, em 2009, e a conclusão de duas grandes usinas movidas a diesel - com apoio estrangeiro - em 2010 e 2011 melhoraram significativamente o fornecimento de eletricidade.
A produção de eletricidade no país é relativamente baixa. Conforme dados de 2016, são produzidos cerca de 300 milhões de kWh por ano. Em contrapartida, o consumo de energia elétrica se revela na mesma faixa do que é produzido: 279 milhões de kWh a cada ano (2016). Por conta disto, o país não registra exportações de energia, já que sua produção é voltada para o atendimento interno. A Serra Leoa detém um bom potencial para o uso de energia solar e hidrelétrica, mas a utilização ainda está em desenvolvimento. Eletricidade proveniente de fontes renováveis representam apenas 26% do total instalado, segundo dados de 2017.

### Transportes
Existem vários sistemas de transporte na Serra Leoa, que tem uma infraestrutura rodoviária, aérea e aquática, incluindo uma rede de rodovias e vários aeroportos. Existem 11 300 quilômetros de rodovias na Serra Leoa, dos quais apenas 904 quilômetros são pavimentados (cerca de 8% das estradas). As estradas da Serra Leoa ligam o país a Conacri e Monróvia, na Guiné e Libéria, respectivamente.
Serra Leoa possui o maior porto natural do continente africano, permitindo o transporte marítimo internacional através do Queen Elizabeth II Quay, na área de Cline Town, no leste de Freetown, ou através do Government Wharf, no centro de Freetown. Existem 800 quilômetros de canais na Serra Leoa, dos quais 600 quilômetros são navegáveis durante todo o ano. As principais cidades portuárias são, além da capital do país, Bonthe, na Ilha Sherbro, e Pepel.

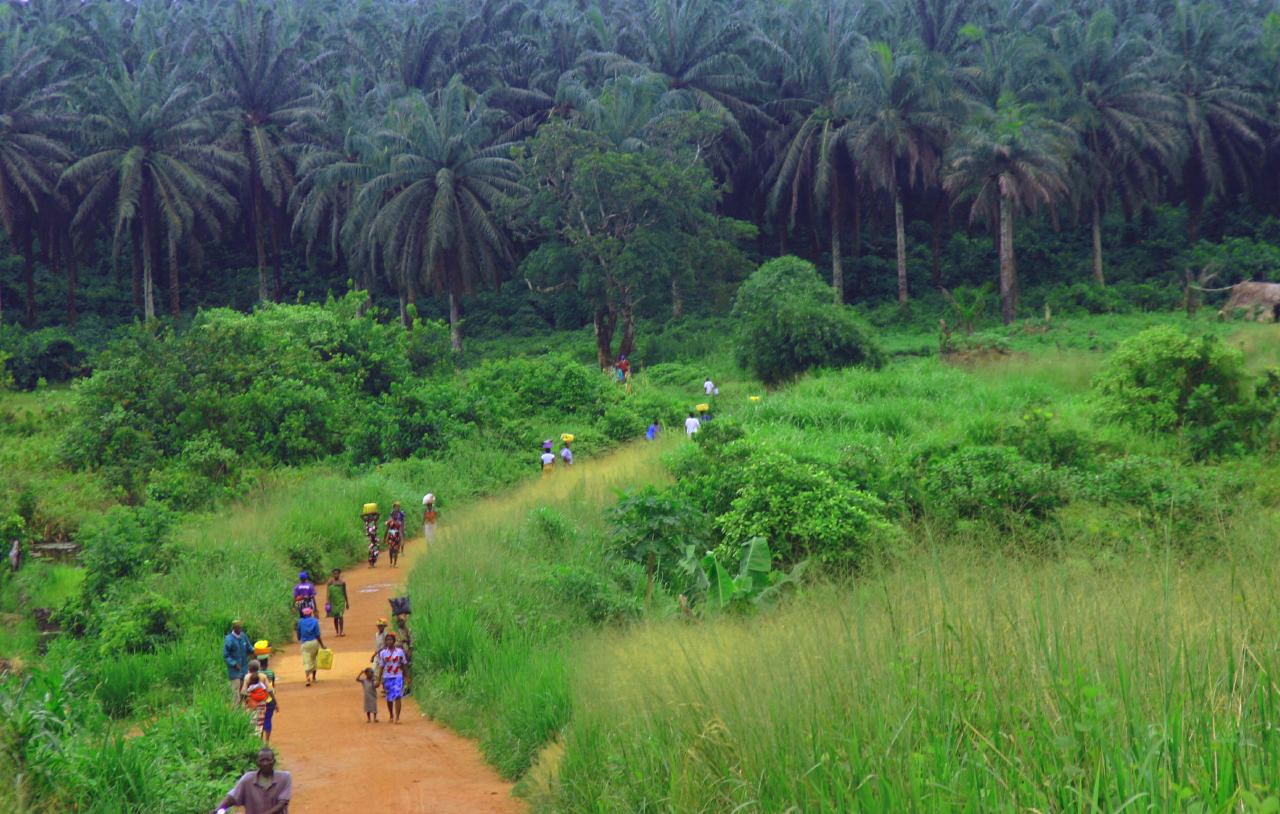
Estrada entre os distritos de Kenema e Kailahun

Existem dez aeroportos regionais e território serra-leonês e um aeroporto internacional. O Aeroporto Internacional de Lungi, localizado na cidade costeira de Lungi, no norte da Serra Leoa, é o principal aeroporto para viagens domésticas e internacionais. Passageiros atravessam o rio para heliportos de Aberdeen, em Freetown, por hovercraft, balsa ou um helicóptero. Helicópteros também estão disponíveis do aeroporto para outras grandes cidades do país. O aeroporto foi pavimentado e as pistas possuem mais de 3.047 metros. Os outros aeroportos têm pistas não pavimentadas e sete têm pistas de 914 a 1.523 metros de comprimento. os dois restantes têm pistas mais curtas.
Serra Leoa aparece na lista da União Europeia de "países proibidos" no que diz respeito à certificação das companhias aéreas. Isso significa que nenhuma companhia aérea registrada na Serra Leoa pode operar serviços de qualquer tipo dentro da União Europeia. Isto é devido a padrões de segurança abaixo do padrão exigido pela União Europeia, impedindo qualquer companhia aérea do país de ofertar voos para cidades de países que compõem o bloco. Os voos destinados à Europa são ofertados por companhias aéreas registradas nos Países Baixos, Bélgica, França e Turquia.

### Mídia e comunicações
Os meios de comunicação na Serra Leoa começaram com a introdução da primeira prensa móvel da África no início do século XIX. Uma forte tradição jornalística desenvolveu-se com a criação de alguns jornais. Na década de 1860, o país tornou-se um centro do jornalismo da África, com profissionais que viajavam ao país de todos os lugares do continente. Ao fim do século XIX, a indústria entrou em declínio e quando o rádio foi introduzido na década de 1930, ele tornou-se o meio de comunicação principal do país. O Serviço de Transmissão da Serra Leoa (SLBS) foi criado pelo governo em 1934, tornando-se a primeira emissora de rádio em língua inglesa do oeste da África. Em 1963 o SLBS iniciou a transmissão para TV, alcançando todos os distritos do país em 1978.
De acordo com a legislação promulgada em 1980, todos os jornais devem registrar-se no Ministério da Informação e pagar taxas de registro consideráveis. A Lei do libelo criminal, incluindo a Lei do libelo sedutor de 1965, é usada para controlar o que é publicado na mídia. Em 2018, Serra Leoa estava na 79ª posição de 179 países no Índice de Liberdade de Imprensa da organização Repórteres Sem Fronteiras.
A mídia impressa não é amplamente popular e acessível na Serra Leoa, especialmente fora dos limites Freetown e outras grandes cidades, em parte devido aos baixos níveis de alfabetização no país. Entre 1939 e 1984, existiram 31 periódicos em circulação no país, mas esse número caiu para 15 jornais publicados diariamente ou semanalmente em 2007. Entre os leitores de jornais, os jovens costumam ler jornais semanalmente e pessoas mais velhas diariamente. A maioria dos jornais é gerido de forma privada e frequentemente critica o governo. O padrão do jornalismo impresso tende a ser baixo devido à falta de capacitação, e as pessoas confiam menos nas informações publicadas em jornais do que as encontradas no rádio.

## Cultura

### Música e dança

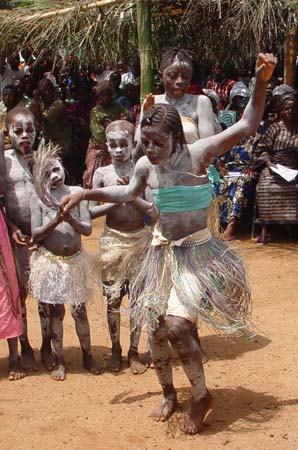
Uma dança Koindu

As formas tradicionais de música folclórica são populares no interior da Serra Leoa, mas a música popular ocidental também tomou conta das cidades do país. Muitos instrumentos musicais são comuns a muitas nações. Entre estes, destaca-se o tambor Sangbai, também conhecido como yimbei e jimberu pelos povos Koranko e Fula, respectivamente. Ele é encontrado em todo o país e acaba por assumir várias formas, sendo utilizado por muitos grupos étnicos. Trata-se de um tambor de madeira, tocado com as mãos e equipado com uma extensão de chocalho.
Outros instrumentos musicais notáveis encontrados em Serra Leoa incluem o Bundu, o Bote e o Drum. O Bundu é um tambor cilíndrico de madeira manipulado pelas mulheres sandes, uma sociedade de iniciação feminina. O Bote também é um tambor, porém, em forma de tigela e tocado por uma vara, estando associado aos Sossos. Já o Drum é uma baqueta compilada na forma da letra L, utilizada para bater tambores.
A dança é uma das formas de arte mais reconhecidas internacionalmente na Serra Leoa. A Trupe Nacional de Dança da Serra Leoa já ganhou fama na Feira Mundial de Nova Iorque de 1964 a 1965. Diferentes comunidades do país têm seus próprios estilos de dança e muitos grupos também têm danças cerimoniais. Várias danças peculiares são praticadas por grupos sociais do país, como os Wunde, os Sandes e os Gola.

### Literatura
A literatura serra-leonesa tem como pano de fundo a história do povo, a situação socioeconômica, a natureza e os valores tradicionais. Embora o país tenha uma rica tradição oral, a ficção escrita não se desenvolveu de fato até o século XX. No entanto, algumas obras literárias já apareceram no século XIX, como os livros e panfletos de Africanus Horton e uma obra sobre a história da ABC Sibthorpe na Serra Leoa. Até pouco antes da independência, a literatura era acessada principalmente por meio de jornais impressos, com destaque para o Weekly News, que disponibilizava uma ampla seção literária, especialmente aquelas oriundas do mundo ocidental.
Os primeiros escritores serra-leoneses conhecidos na contemporaneidade foram Adelaide Casely-Hayford, que foi uma das primeiras poetisas a tratar sobre a África subsaariana e a sociedade serra-leonesa em seus poemas, além de George Crispin e Jacon Stanley Davi. Em meados da década de 1950, Thomas Decker promoveu o uso da linguagem krio na literatura nacional, compilando poemas folclóricos, traduzindo obras de Shakespeare para o krio e publicando seus próprios poemas e peças. Dada sua iniciativa, a literatura em língua krio começou a se espalhar.
Entre os poetas, escritores e demais artistas serra-leoneses ligados à literatura estão Yulisa Amadu Maddy, autora de No Past No Present no Future, Yema Lucilda Hunter - cujo romance histórico Road to Freedom é baseado na busca pela liberdade por ex-escravos, Muctarr Mustapha, Wilfred Taylor, Delphine King e Syl Cheney-Coker - este último mais conhecido por sua obra Last Harmattan of Alusine Dunbar. O dramaturgo serra-leonês Mohamed Sheriff foi premiado em um concurso da BBC em 2006. Embora não exista um edifício teatral no país, as peças e espetáculos são populares entre a população e comumente apresentadas em praças e e outros espaços públicos.
Há muita literatura sobre a temática da guerra civil na Serra Leoa. Destes, as memórias do ex-soldado infantil Ishmael Beah, A Long Way Gone: Memoirs of a Boy Soldier, são as mais conhecidas. Outro trabalho notável sobre o período de guerra civil serra leonês é Black Man's Grave: Letters from Sierra Leone, uma coleção de cartas escritas por cidadãos do país durante a Guerra Civil.

### Artes visuais

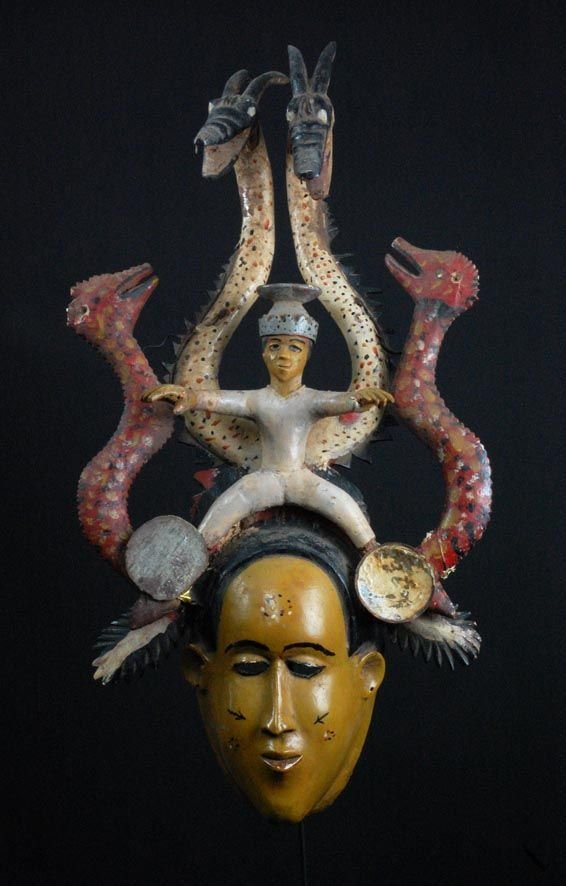
Máscara Odelay do povo Temé, Brooklyn Museum

Historicamente, a arte visual serra-leonesa consistia em artesanato. Máscaras de madeira com figuras humanas ou de animais costumam ser feitas para várias danças. Um ornamento típico é uma máscara alongada de cômoros com um penteado alto ornamentado e vários colares.
As esculturas de marfim são especialmente populares entre os sherbros (também chamados de bollons) e os temnes que habitam a costa litorânea e partes do norte do país. Esculturas serra-leonesas conhecidas também incluem figuras humanas feitas de pedra-sabão chamada nomoli. Elas são usadas em rituais locais voltados a uma boa colheita, mas no passado provavelmente eram usadas na adoração dos mortos e em rituais de fertilidade.
Os mendets, que habitam as partes sul e leste do país, tecem roupas de algodão em azul, marrom e branco. Roupas feitas à mão são um símbolo significativo de riqueza e são usadas em várias cerimônias e rituais. Os temnets que habitam o norte, por outro lado, tecem roupas coloridas tingidas com nós.

### Culinária
O arroz é o alimento básico na Serra Leoa e é consumido em praticamente todas as refeições diárias. O arroz é preparado de várias maneiras, e coberto com uma variedade de molhos feitos a partir de alguns recheios, feitos de folhas de batata, folhas de mandioca, corchorus, sopa de quiabo, peixe frito e ensopado de amendoim.
Ao longo das ruas das vilas e cidades de toda a Serra Leoa, encontram-se alimentos compostos por frutas e vegetais, entre os quais mangas, laranjas, abacaxis, bananas, cerveja de gengibre, batata e mandioca fritas com molho de pimenta, pão, milho assado ou espetos de carne grelhada ou camarão. A cerveja de gengibre é tipicamente uma bebida caseira não alcoólica, feita de gengibre puro e adoçada com açúcar, com cravo-da-índia e suco de lima às vezes adicionados para dar sabor. O poyo é uma bebida popular da Serra Leoa. É um vinho de palma doce, levemente fermentado, sendo encontrado em bares nas cidades e aldeias de todo o país.
Os ensopados são parte fundamental da gastronomia serra-leonesa, tendo a folha de mandioca sido considerada o prato nacional do país. Freqüentemente, o cozido é servido com arroz jollof, arroz branco, banana, akara, inhame ou mandioca. O mafê, também chamado de ensopado de amendoim ou sopa de amendoim, também é comum em algumas regiões do país.

### Esportes
O futebol é o esporte mais popular na Serra Leoa. O país nunca participou de qualquer edição da Copa do Mundo FIFA. Em maio de 2021, o ranking mundial da FIFA classificava a Seleção de Futebol do país como a 114ª melhor do mundo. Na Copa Africana de Nações, a Serra Leoa se classificou duas vezes, mas em ambas as ocasiões não conseguiu avançar do bloco inicial.[carece de fontes?] Em 2016, as ligas de futebol do país ainda estavam se recuperando dos efeitos da epidemia de Ebola, que havia restringido os jogos nos dois anos anteriores.
A Serra Leoa participou dos Jogos Olímpicos de Verão onze vezes desde 1968, mas nunca alcançou lugares de medalha. Alguns atletas no mundo nasceram ou possuem ascendência serra-leonesa, como Eunice Barber, natural de Freetown e que fugiu do país durante a guerra civil, tendo competido pela França nos eventos desportivos internacionais.
Além do futebol, outras modalidades desportivas populares no país são o basquete e o beisebol, comum em algumas cidades. A herança cultural britânica se reflete na popularidade do críquete no país. Em 2016, Serra Leoa ganhou o ouro no críquete na Segunda Divisão Africana. Muitos outros esportes e jogos tradicionais também são praticados na Serra Leoa. Um jogo de tabuleiro chamado mancala também é popular no país, assim como em outras nações da região.

### Feriados
| Data             | Nome                    | Descrição                                                  |
| ---------------- | ----------------------- | ---------------------------------------------------------- |
| 1º de janeiro    | Dia de Ano Novo         |                                                            |
| 27 de abril      | Dia da Independência    | Independência da Serra Leoa do Império Britânico, em 1961. |
| 25 de dezembro   | Natal                   |                                                            |
| 26 de dezembro   | Boxing Day              |                                                            |
| Março ou abril   | Semana Santa            | Crucificação de Jesus                                      |
| Páscoa           | Segunda-feira de Páscoa | Festa Cristã da Ressurreição                               |
| 1 Shawwal        | Eid al-Fitr             | Fim do Ramadã                                              |
| 10 Dhu al-Hijjah | Festa do Sacrifício     | Festa Muçulmana do Sacrifício                              |
| 12 Rabi al-Awwal | Mulude                  | Aniversário do profeta Maomé                               |